# Revolução de Outubro
A Revolução de Outubro, também conhecida como a Revolução Bolchevique, Grande Revolução Socialista de Outubro,  Revolução Vermelha, Golpe de Outubro ou Golpe Bolchevique foi a segunda fase da Revolução Russa de 1917, após a Revolução de Fevereiro, segundo a historiografia oficial da antiga União Soviética e de acordo com alguns grupos comunistas. A data de 25 de outubro de 1917 corresponde ao calendário juliano em vigor na Rússia czarista, mais tarde abolido pelo novo governo Bolchevique. No resto do mundo ocidental, sob o calendário gregoriano, os acontecimentos começaram a 7 de novembro de 1917.
A insistência do Governo Provisório em prosseguir a guerra — muito impopular — impediu a implementação das profundas reformas exigidas pela população. Na ausência destas reformas, o programa Bolchevique, refletido nos seus slogans de "Paz, Pão e Terra" e "Todo o Poder aos Sovietes" (conselhos operários), conquistou rapidamente apoiantes no outono de 1917. A crise económica, que se tinha agravado desde o verão, a ameaça da frente para os soldados na capital, a desilusão com a falta de reformas governamentais e o apoio da maioria dos partidos ao Governo Provisório favoreceram os Bolcheviques, que desencadearam uma intensa campanha de propaganda na capital, então Petrogrado. Entre as classes mais pobres da cidade, houve uma recusa geral de fazer sacrifícios para continuar a guerra e de permanecer nos governos de coligação com os Kadets após o golpe de Kornilov.
Apesar da aparente fraqueza do Governo Provisório, alguns dias antes da revolução tornou-se claro que uma insurreição armada contra o Governo Provisório pelos Bolcheviques sozinhos — como Vladimir Lénine tinha defendido anteriormente — seria rejeitada pelas massas. A tomada do poder foi então aprovada, mas seguindo uma estratégia defensiva, liderada principalmente por Leon Trótski, que consistiu em assegurar a transferência do poder durante o Segundo Congresso dos Sovietes de Toda a Rússia prestes a ter lugar. Seria o Soviete de Petrogrado e não o partido que tomaria o poder, e qualquer tentativa do governo de resistir seria apresentada como um ataque contrarrevolucionário. A ordem do governo para enviar parte da guarnição para a frente próxima desencadeou a revolução.
Defendendo as suas ações como uma defesa contra a contrarrevolução, o novo Comité Militar Revolucionário de Petrogrado (CMR) — controlado na prática pelos Bolcheviques — assumiu rapidamente o controlo das unidades da guarnição. Seguiu-se uma série de confrontos sem derramamento de sangue entre o governo e o CMR pelo controlo de pontos estratégicos na capital, que terminou com a vitória do último e o isolamento do primeiro, que mal conseguiu obter qualquer ajuda militar. Depois veio finalmente o assalto ao Governo que Lénine vinha a exigir há semanas, que terminou com a captura de quase todo o Governo Provisório na noite de 25 de outubro(jul.)/7 de novembro(greg.) de 1917, com o Segundo Congresso dos Sovietes já em sessão.
O abandono desse congresso pelos socialistas moderados em protesto contra as ações Bolcheviques facilitaram a formação de um governo (o Sovnarkom) exclusivamente deste partido. As negociações subsequentes para formar um governo de coligação entre os vários partidos socialistas foram frustradas pela intransigência dos partidos. As tentativas da oposição de realizar um contra-ataque através de uma insurreição na capital e a marcha de tropas da frente sobre a cidade também fracassaram.
O poder do novo governo espalhou-se pelo país em várias fases, com sérios confrontos em algumas áreas, tais como Moscovo. A fraqueza militar da oposição e a popularidade das primeiras medidas, contudo, favoreceram Lénine e os seus seguidores. A rejeição pela oposição mais radical da tomada do poder pelos Bolcheviques e a incapacidade da oposição moderada de tomar o poder através das instituições — devido à dissolução da Assembleia Constituinte pelos Bolcheviques em Janeiro de 1918 e à expulsão dos partidos socialistas dos sovietes na primavera seguinte — levou à guerra civil russa.

## Contexto
No início do outono de 1917, após o fracasso do golpe de Kornilov, a crise económica russa agravou-se. Na capital, o desemprego, a escassez de combustível e de alimentos, e a inflação, agravaram-se. Para a maioria da população, as condições de vida deterioraram-se, enquanto o Governo Provisório parecia limitar-se a meras medidas administrativas. No meio desta crise, a reputação do presidente do Governo Provisório, Aleksandr Kerensky, afundou-se: a ala direita alegou que ele tinha traído Kornilov, e a ala esquerda e as massas na capital viram-no como cúmplice na tentativa contrarrevolucionária. A derrota de Kornilov beneficiou principalmente os Bolcheviques, mas o estado de espírito das massas era, na verdade, a favor do estabelecimento de um novo Governo soviético que unisse as várias correntes socialistas, e não exclusivamente Bolcheviques, uma inclinação que se refletiu em inúmeras resoluções aprovadas após a derrota de Kornilov.
A radicalização das massas refletiu-se na perda de controlo dos moderados sobre os principais sovietes do país: o Soviete de Moscovo passou para o controlo Bolchevique a 5 de setembro(jul.)/18 de setembro(greg.), enquanto o Soviete de Petrogrado passou a 25 de setembro(jul.)/8 de outubro(greg.), após sucessivas derrotas dos moderados em várias votações. Trótski, recentemente libertado da prisão, tornou-se presidente do Soviete da capital. Mais de uma centena de sovietes em todo o país exigiram que o Comité Executivo Central de Toda a Rússia (VTsIK) — ainda sob controlo dos socialistas moderados — tomasse o poder, enquanto noutras localidades importantes os Bolcheviques também ganharam uma maioria nos seus sovietes locais. A frota báltica, muito próxima da capital, mostrou a sua rejeição de Kerensky. Os camponeses da região de Petrogrado elegeram um Bolchevique como o seu representante na iminente Conferência Democrática. Nas grandes cidades, o apoio aos Bolcheviques cresceu acentuadamente.
Na Conferência Democrática que se reuniu pouco depois para discutir a questão de qual governo deveria substituir o diretório de emergência criado por Kerensky durante o golpe de Estado, os Bolcheviques continuaram a defender o fim das coligações com a burguesia e a formação de um novo gabinete profundamente socialista, uma posição defendida por Kamenev e Trótski. Apesar das diferenças entre eles — Trótski via o novo governo como o primeiro passo para uma transferência de poder para os sovietes, enquanto Kamenev via-o como um meio de assegurar a convocação da Assembleia Constituinte — ambos ainda estavam confiantes na possibilidade de aprofundar a revolução através de métodos pacíficos. Esta atitude, até então apoiada por Lénine, foi seriamente ameaçada pela sua súbita mudança de atitude em duas cartas dirigidas ao Comité Central do Partido Bolchevique a 15 de setembro(jul.)/28 de setembro(greg.), nas quais rejeitava a atitude moderada e exigia uma insurreição imediata. O Comité Central, surpreendido com a nova posição, decidiu ignorar as exigências de Lénine e evitar torná-las conhecidas para não minar a atitude conciliadora que tinha surgido da cooperação entre os socialistas durante o confronto com Kornilov.
Face à oposição da maioria do Comité Central Bolchevique para aceitar as suas exigências de uma insurreição militar e tomada do poder, Lénine demitiu-se do Comité, o que não teve qualquer efeito.  Em meados de Outubro, intensificou a sua campanha para a tomada imediata do poder, tanto dentro do partido como entre as massas, através de vários escritos em que justificava a sua atitude pela situação nacional e internacional (aumento do apoio aos Bolcheviques, ebulição revolucionária no campo, motins no exército alemão, etc.).
A decisão final da Conferência de permitir a Kerensky formar um novo Governo com ministros kadets e de outras formações liberais não fez com que o Comité Central atendesse aos apelos de Lénine para se erguer imediatamente contra ele, mas forçou-o a ponderar novamente sobre a sua posição. Tendo falhado a tentativa de formar um Governo Socialista na conferência, a maioria do Comité começou a basear as suas esperanças de o conseguir no próximo Congresso dos Sovietes. Para os mais radicais, o congresso poderia transferir o poder para um governo de extrema-esquerda que rapidamente implementaria medidas radicais. Para os Bolcheviques mais moderados, este novo Governo Provisório garantiria a eleição e reunião da Assembleia Constituinte. O Soviete de Petrogrado classificou o novo Conselho de Ministros como um "Governo para uma guerra civil", recusou-se a dar-lhe qualquer apoio, e anunciou que o próximo Congresso dos Sovietes iria formar um novo gabinete "verdadeiramente revolucionário". A delegação Bolchevique deixou o Parlamento Preparatório, e começou a agitação para a formação de um novo Governo e a denúncia de Kerensky e dos seus apoiantes.

## Preparativos

### Decisão do Comité Central e falta de organização

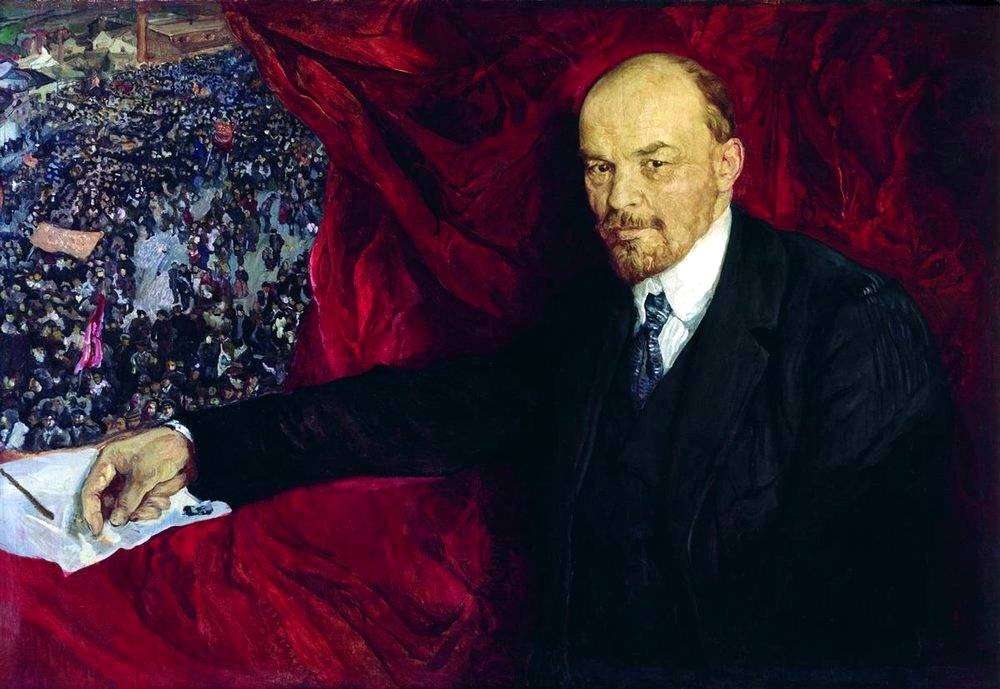
Lénine, o principal líder Bolchevique, exerceu forte pressão sobre o Comité Central do Partido Bolchevique para derrubar o enfraquecido Governo Provisório antes do Segundo Congresso dos Sovietes

Apesar dos desejos de Lénine de uma tomada imediata do poder pelo partido Bolchevique, relatórios sobre a atitude dos trabalhadores e soldados — dispostos a apoiar uma transferência de poder para os sovietes, mas não a defender o partido sozinho — levaram a liderança Bolchevique a concentrar os seus esforços em conseguir que o Segundo Congresso dos Sovietes levasse a cabo a transferência do poder governamental para os sovietes. A maioria da liderança preferiu realizar uma transferência de poder durante o Congresso dos Sovietes (o principal representante desta opinião foi Trótski), e mesmo no Comité Central uma secção considerável, chefiada por Kamenev e Zinoviev, viu com apreensão os apelos de Lénine à insurreição. Esta corrente considerou que a situação não era propícia a uma revolta armada e preferiu confiar nos sovietes e na futura Assembleia Constituinte para fazer avançar a revolução. Argumentou também que um golpe de Estado uniria toda a burguesia contra o novo governo, que seria incapaz de enfrentar militarmente a Alemanha e que não poderia contar com o apoio decisivo do proletariado mundial. Embora Lénine tenha acabado por conseguir impor a sua opinião sobre a necessidade de uma revolta, nenhuma data foi fixada e o Comité Central ficou fortemente dividido.
Lénine estava convencido da necessidade de não esperar e de tomar o poder imediatamente. De modo a justificar tal ação, apresentou várias justificações: a assinatura iminente de uma paz entre os concorrentes na Grande Guerra — um acordo entre potências imperialistas na sua opinião — que Kerensky se preparava para entregar a capital aos alemães, que outro novo golpe de Estado de direita estava a ser preparado como o falhado de Kornilov, ou que o triunfo da revolução russa e mundial seria alcançado com pouca luta. A situação do Governo Provisório era de facto muito grave, e estava rapidamente a perder autoridade; a situação militar na frente norte perto da capital era catastrófica, e a lealdade da guarnição da cidade não estava assegurada a Kerensky. A escassez de combustível e de alimentos estava a provocar o aumento da inflação. A aparente apatia da população poderia facilmente transformar-se em rebelião, e o governo não poderia contar com o apoio efetivo do Comité Executivo Central de Toda a Rússia (VTsIK), isolado das massas. O Soviete de Petrogrado já estava nas mãos dos Bolcheviques, presidido por Trótski.

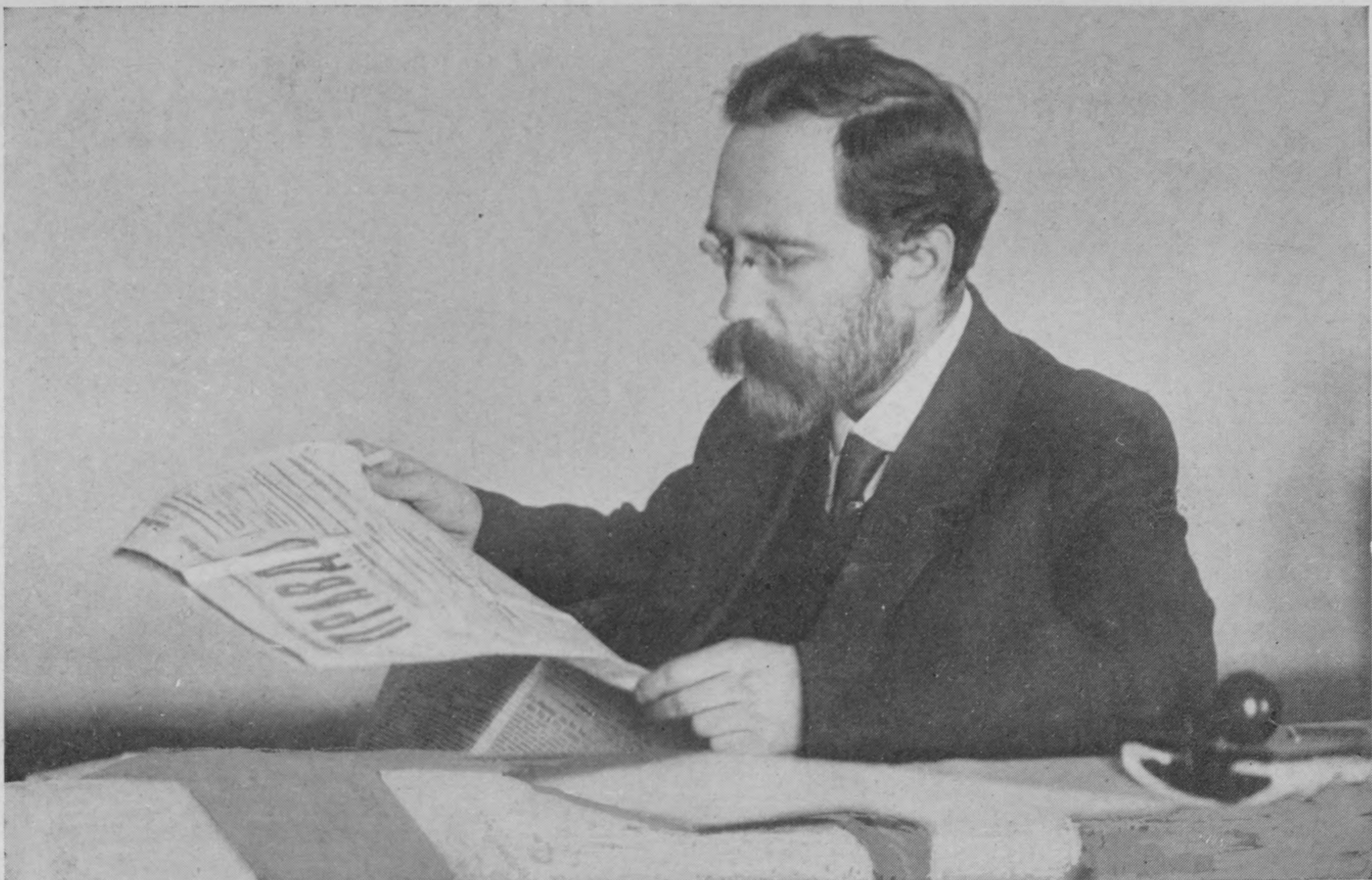
Lev Kamenev, o principal líder da corrente Bolchevique mais moderada, opôs-se à tomada do poder pela força como Lénine exigia, lendo o Pravda. Esta corrente considerou que a análise estava errada, que a situação não favorecia a insurreição e preferia a cooperação com outras organizações socialistas e uma estratégia de mudança menos radical e mais gradual

A 24 de setembro(jul.)/7 de outubro(greg.), decidiu concentrar-se em assumir a liderança do maior número possível de sovietes, controlados desde a primavera pelos socialistas moderados, através das eleições. Os Socialistas Revolucionários de Esquerda também adotaram esta estratégia. Em parte, a mobilização das forças dos partidos radicais de esquerda na véspera do Congresso deveu-se a rumores persistentes de uma possível contrarrevolução ou cancelamento do Congresso, que os socialistas moderados só relutantemente tinham concordado em convocar. A 7 de outubro(jul.)/20 de outubro(greg.), Lénine regressou à capital e os Bolcheviques deixaram o Preparlamento. Trótski tomou uma decisão crucial ao decidir utilizar os rumores do abandono da capital pelo Governo Provisório para apresentar a apreensão do controlo da guarnição da capital e a entrega de armas aos trabalhadores como medidas de defesa contra os inimigos da revolução, externos (os alemães) e internos (os contrarrevolucionários). Quatro dias mais tarde, Trótski proclamou as suas suspeitas no Congresso dos Sovietes da região norte, com a intenção de ganhar a vontade das tropas perto da capital. Neste Congresso foi evidente o apoio esmagador aos Bolcheviques da região perto da capital e das tropas alojadas nas proximidades de Petrogrado. Entretanto, os Bolcheviques que se opunham à insurreição empreenderam uma campanha para explicar as suas teses contra uma revolta.
Lénine regressou da Finlândia à capital, reuniu-se com o Comité Central Bolchevique a 10 de outubro(jul.)/23 de outubro(greg.), e conseguiu que este aprovasse uma revolta armada contra o governo, mas não que fixasse uma data ou a realizasse perante o Congresso. A decisão ambígua tomada acentuou as divisões internas do partido entre aqueles que eram a favor da posição de Lénine de uma insurreição imediata, aqueles que preferiam levar a cabo uma tomada de poder na altura do Congresso dos Sovietes ou em resposta a um ataque do governo, e a fação mais moderada que se opõe à tomada de poder encabeçada por Kamenev. Não foram feitos preparativos para uma insurreição imediata nos dias que se seguiram à reunião do Comité Central, e os quadros Bolcheviques não estavam preparados para a levar a cabo por falta de organização e liderança. Não havia nenhum plano para tomar o controlo das redes de comunicações e transporte, e os Guardas Vermelhos, cada vez mais favoráveis aos Bolcheviques, não tinham sequer um comando unificado na capital.
A 12 de outubro(jul.)/25 de outubro(greg.), o comité executivo do Soviete de Petrogrado aprovou a formação de um órgão para coordenar a defesa do próximo Congresso dos Sovietes, o Comité Militar Revolucionário de Petrogrado, que deveria ser formado com representantes do Soviete, da secção de soldados do Soviete, representantes da frota, sindicatos, comités de fábrica, organizações militares dos vários partidos do Soviete, milícias de trabalhadores e outras organizações. Foi também convocada uma reunião das unidades da guarnição para os dias seguintes. O Comité não era um círculo de conspiradores, mas um órgão oficial do Soviete Petrogrado. Os socialistas moderados abandonaram rapidamente a CMR, o que facilitou o seu controlo pelos radicais e especialmente pelos Bolcheviques.

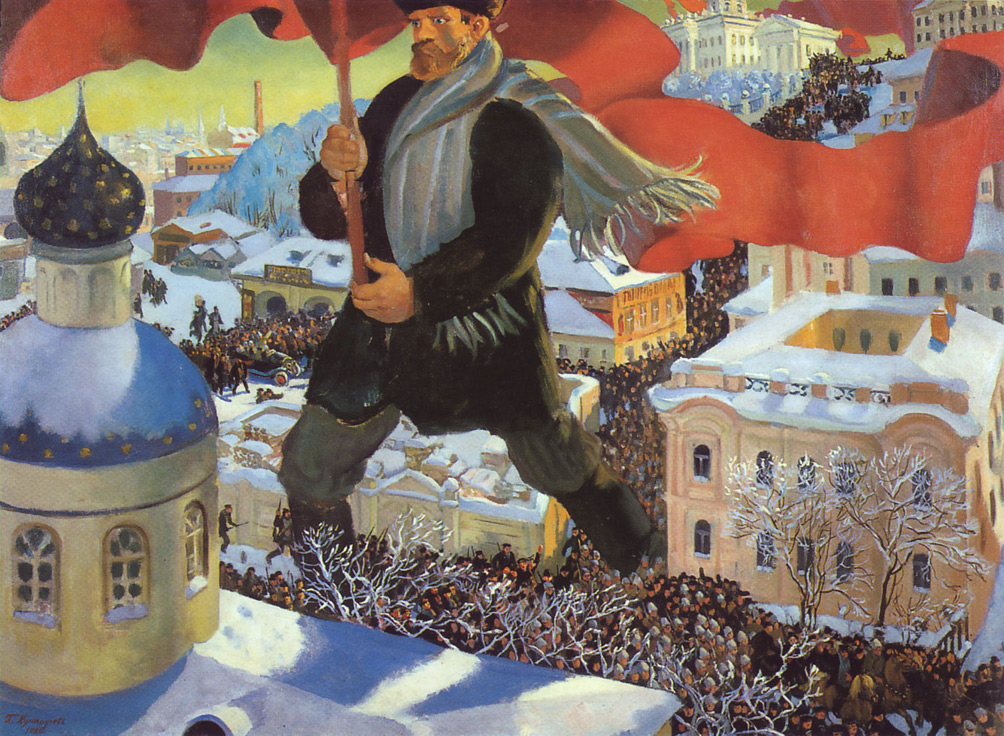
Bolchevique (1920), por Boris Kustodiev

Quatro dias antes do Congresso marcado, a 16 de outubro(jul.)/29 de outubro(greg.), uma nova reunião do Comité confirmou a decisão de tomar o poder apesar da forte oposição dos moderados; Kamenev ameaçou demitir-se, e ele e Zinoviev começaram a expressar publicamente a sua oposição, para muito desagrado de Lénine. A preparação necessária para levar a cabo o golpe contra o Governo Provisório, no entanto, permaneceu nula. A maioria da liderança do partido e as resoluções dos trabalhadores e dos soldados que continuavam a ser aprovadas ainda preferiam tomar o poder através do iminente Congresso dos Sovietes. Por seu lado, os Socialistas Revolucionários de Esquerda preparavam-se também para criar um governo socialista composto pelos vários partidos desta corrente durante o Congresso, mas opuseram-se a uma tomada do antigo poder, uma posição semelhante à dos mencheviques internacionalistas. Nesse mesmo dia Trótski confirmou as notícias que tinham aparecido em alguns jornais no dia anterior:
Dizem-nos que estamos a preparar uma organização para tomar o poder. Não é segredo.
O objetivo final das manobras do Soviete de Petrogrado foi estabelecido pelo próprio Trótski: o Congresso dos Sovietes tinha de tomar o poder governamental, declarar um armistício imediato e entregar a terra aos camponeses. Para Lénine, contudo, a tomada do poder deveria ter lugar antes do Congresso, e o papel deste último deveria ser limitado à sua aceitação.
A decisão dos socialistas moderados de adiar o Congresso por cinco dias, devido à falta de delegados na capital, revelou-se crucial: permitiu aos Bolcheviques organizarem-se para tomar o poder e significou que a tentativa de Kerensky de desarmar os radicais teve lugar antes da realização do Congresso. Em parte, o atraso do Congresso deveu-se também a provas de dissensão interna no partido Bolchevique, o que deu aos socialistas moderados a esperança de que o Congresso acabaria por ter uma maioria contra a posição de Lénine.

### Preparativos do Governo Provisório

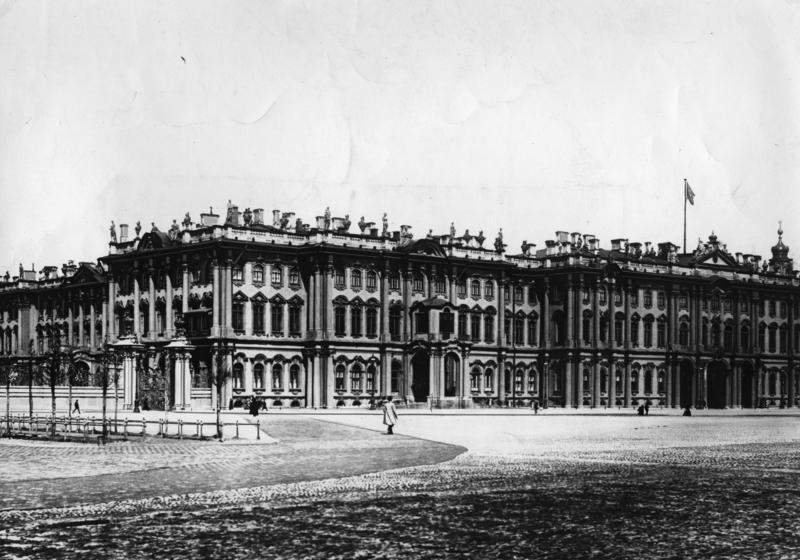
O Palácio de Inverno, sede do Governo Provisório, e o último lugar ocupado pelos insurgentes. O seu cerco quase não causou vítimas

Numa reunião privada do gabinete na noite de 4 de outubro(jul.)/17 de outubro(greg.), a ameaça militar alemã à capital foi discutida na sequência da ocupação das ilhas bálticas pelo inimigo, perto da Estónia. O Ministro do Bem-Estar, kadet Nikolai Kishkin, propôs a transferência da capital para Moscovo e a inclusão de Petrogrado na zona da frente, sugestão que os ministros socialistas criticaram como reduzindo a influência do Soviete de Petrogrado e do VTsIK no governo e na futura Assembleia Constituinte. Perante as críticas, o Conselho de Ministros decidiu não aceitar a proposta até que a mesma fosse aprovada pelo Preparlamento. Levada ao público, a discussão parecia ser uma tentativa do Governo de utilizar os alemães para esmagar a revolução, que os Bolcheviques utilizaram em seu proveito. O governo nunca teve realmente a intenção de ceder a cidade ao inimigo, mas de usar a sua proximidade para se livrar dos elementos mais indisciplinados da guarnição, embora os comandantes militares não acreditassem que os alemães realmente ameaçassem a cidade na altura.
Em 9 de outubro(jul.)/22 de outubro(greg.), o comando militar da capital ordenou a marcha de um terço dos regimentos da guarnição para a frente (na verdade, por razões políticas, dado que o comandante da frente norte preferiu não receber reforços da capital). As unidades da guarnição repudiaram então o Governo Provisório e proclamaram a sua lealdade ao Soviete de Petrogrado. As tropas que tinham sido mais leais durante a repressão da revolta de julho, incluindo os cossacos, declararam a sua neutralidade ou alinharam-se com o Soviete. Face aos rumores persistentes de um novo golpe de direita, encorajados pelas declarações de Mikhail Rodzhianko a favor do abandono da capital aos alemães e pela memória de uma ordem semelhante de Kornilov durante a sua revolta fracassada, a ordem do alto comando alarmou o Soviete, que começou a pesar medidas para se lhe opor.
A 13 de outubro(jul.)/26 de outubro(greg.), Kerensky compareceu perante o Preparlamento para negar os rumores de que se preparava para mudar a capital. Mais tarde, o gabinete reuniu-se e decidiu apelar à população para apoiar as ações dos Bolcheviques e deixar o seu tratamento ao governo, que estava confiante de que tinha a força necessária, segundo relatórios do Coronel Polkovnikov, o recém-nomeado comandante do distrito militar da capital.
Entretanto, o governo — com Kerensky ausente da frente entre 14 de outubro(jul.)/27 de outubro(greg.) e 17 de outubro(jul.)/30 de outubro(greg.) — estava cada vez mais preocupado com a possibilidade de um levantamento Bolchevique, embora os comandantes militares na capital continuassem a assegurar-lhes que as medidas necessárias para o esmagar tinham sido tomadas. Kishkin estava convencido de que o governo tinha forças suficientes para esmagar uma possível insurreição Bolchevique, mas não para tomar medidas preventivas contra eles. O vice-primeiro-ministro Aleksandr Konovalov decidiu solicitar reforços às escolas militares de Oranienbaum e Peterhof, artilharia das escolas de artilharia da capital, e enviar um batalhão de ciclistas ao Palácio de Inverno para reforçar a sua defesa. No regresso de Kerensky, Konoválov teve de o persuadir a permanecer na capital e assistir a uma reunião do gabinete em que os ministros da Defesa e do Interior estavam confiantes de poder esmagar quaisquer distúrbios e o próprio Kerensky expressou a esperança de que os Bolcheviques se levantassem para que pudessem ser esmagados. Na noite seguinte, uma nova reunião do gabinete aprovou a implementação de novas medidas para pôr termo a uma possível revolta, que Kerensky combinou com os comandantes militares da capital. As patrulhas cossacas contornaram a cidade na noite anterior à suposta revolta — a data original de abertura do Congresso dos Sovietes — e a defesa do Palácio de Inverno foi reforçada. O Conselho de Ministros também emitiu várias proclamações apelando à população para manter a ordem. Kerensky informou tanto o embaixador britânico como o Preparlamento estava preparado para enfrentar os Bolcheviques. Em Kaluga, perto de Moscovo, os cossacos foram ordenados a dissolver o soviete local e o mandado de captura de Lénine foi renovado; todas estas medidas foram fortemente apoiadas pelos Mencheviques e Socialistas Revolucionários do Comité Executivo Central de Toda a Rússia (VTsIK).
A tentativa do VTsIK de conseguir o apoio das unidades militares da guarnição para o governo falhou: as unidades enviaram delegados à conferência com o Coronel Polkovnikov, mas os representantes do VTsIK não conseguiram convencer os delegados a apoiar o governo face ao soviete. Nos dias anteriores à tomada do poder pelos Bolcheviques, o governo Kerensky não conseguiu travar o seu enfraquecimento.
Os preparativos do governo foram concluídos a 20 de outubro(jul.)/2 de novembro(greg.) com o envio de uma companhia de quarenta ciclistas para o Palácio de Inverno e o pedido ao alto comando das unidades cossacas da frente para substituir aqueles considerados mais próximos dos Bolcheviques. O plano do governo incluía o controlo dos principais edifícios da capital, do centro da cidade e das pontes que a conduzem a partir da periferia.

### Vésperas do 2.º Congresso dos Sovietes
A 21 de outubro(jul.)/3 de novembro(greg.), uma conferência de unidades da guarnição de Petrogrado, organizada pelo Comité Militar Revolucionário de Petrogrado (CMR), confirmou a lealdade das unidades ao Soviete de Petrogrado em relação ao governo. A revolução finalmente aprovada encorajou o Comité Militar Revolucionário e o Soviete de Petrogrado a tomar o poder, assinar a paz, assegurar o abastecimento alimentar da população e aprovar a reforma agrária. Nessa mesma noite, os enviados do CMR dirigiram-se ao chefe do distrito militar da capital, o Coronel Polkovnikov, para o informar que a partir daí todas as ordens tinham de ser aprovadas pelo CMR, reclamação que o general se recusou a aceitar. Esta atitude levou o CMR a informar as unidades da guarnição no dia seguinte que considerava o comando do distrito militar contrarrevolucionário, que pensava que a revolução estava em perigo, e que cada ordem tinha de ser aprovada pelo CMR. Começou então a enviar os seus próprios comissários para as principais unidades militares da capital e assim assegurar o controlo da guarnição, da qual privou o Governo. As unidades receberam geralmente com entusiasmo os novos comissários da CMR, muitas vezes Bolcheviques recentemente libertados da prisão. O CMR também ordenou aos arsenais que não fornecessem armas ou munições sem a sua permissão.
A 22 de outubro(jul.)4 de novembro(greg.), as manifestações seguiram-se uma após outra na capital; tinha sido proclamado "Dia do Soviete de Petrogrado" e tanto os Bolcheviques como os Socialistas Revolucionários de Esquerda tentaram mobilizar a população a favor da transferência de poder para os sovietes, com grande sucesso. Os oradores enviados pelo CMR aos regimentos suscitaram o descontentamento com o governo. A cidade estava tensa face a possíveis confrontos entre os manifestantes e os cossacos, que tinham convocado uma marcha patriótica nesse dia para comemorar a libertação de Moscovo de Napoleão. Algumas unidades foram mobilizadas e decidiram permanecer em alerta até ao início do Congresso dos Sovietes. Alguns grupos de Guardas Vermelhos também se encontravam em alerta. Em meados da tarde, o Chefe do Estado-Maior General da Região Militar da Capital, General Yakov Bagratuni, pediu à Frente Norte que preparasse várias unidades militares para envio imediato para Petrogrado, mas o Comissário da Frente, Voitinsky, disse que tal medida era impossível sem explicar às tropas para que estavam a ser preparadas. Kerensky repetiu o pedido em vão pouco tempo depois.
No dia seguinte, o CMR anunciou à população as medidas que tinha tomado para controlar a guarnição e os pontos estratégicos da capital, com o argumento de que defendia a revolução. Após um dia de debate, a Fortaleza de São Pedro e São Paulo decidiu finalmente submeter-se às ordens da CMR. O arsenal da fortaleza permitiu ao CMR armar numerosos Guardas Vermelhos. A autoridade dos comandantes do distrito militar da capital era cada vez menor. 
Entretanto, o governo estava confiante de que tinha tropas leais suficientes para esmagar uma possível revolta, embora dias antes o ministro do Interior tivesse admitido que não era suficientemente forte para atacar diretamente os radicais de esquerda. Kerensky, no entanto, estava confiante que poderia abater qualquer desordem e disse ao embaixador britânico que esperava que os Bolcheviques se levantassem, para que ele os pudesse abater. No entanto, as manobras da CMR, os preparativos da Guarda Vermelha e as manifestações de apoio à tomada do poder pelos soviéticos acabaram por desestabilizar o governo, que tentou, em vão, receber reforços militares da frente norte. Face à iminente abertura do Segundo Congresso dos Sovietes, que provavelmente aprovaria a sua destituição e a transferência de poder, o Governo decidiu tentar aplicar medidas preventivas. Na noite de 23 de outubro/5 de novembro, Kerensky propôs a detenção do CMR, mas o Gabinete aprovou apenas a acusação de alguns membros, o encerramento de dois jornais Bolcheviques e o reforço da defesa do Palácio de Inverno, medidas menores e insuficientes que, no entanto, desencadearam o confronto ao proporcionar a ação "contrarrevolucionária" de que os seus opositores estavam à espera. Kerensky ordenou ainda a Bagratuni que apresentasse um ultimato à CMR: deve revogar a sua ordem de controlo da guarnição ou enfrentar quaisquer medidas que o Governo considerasse adequadas para restaurar a ordem. Nessa mesma noite, o CMR, influenciado pelos moderados do Soviete de Petrogrado, decidiu aceitar o ultimato de Kerensky, uma concessão que se revelou fútil.

### Distribuição de forças e situação da guarnição

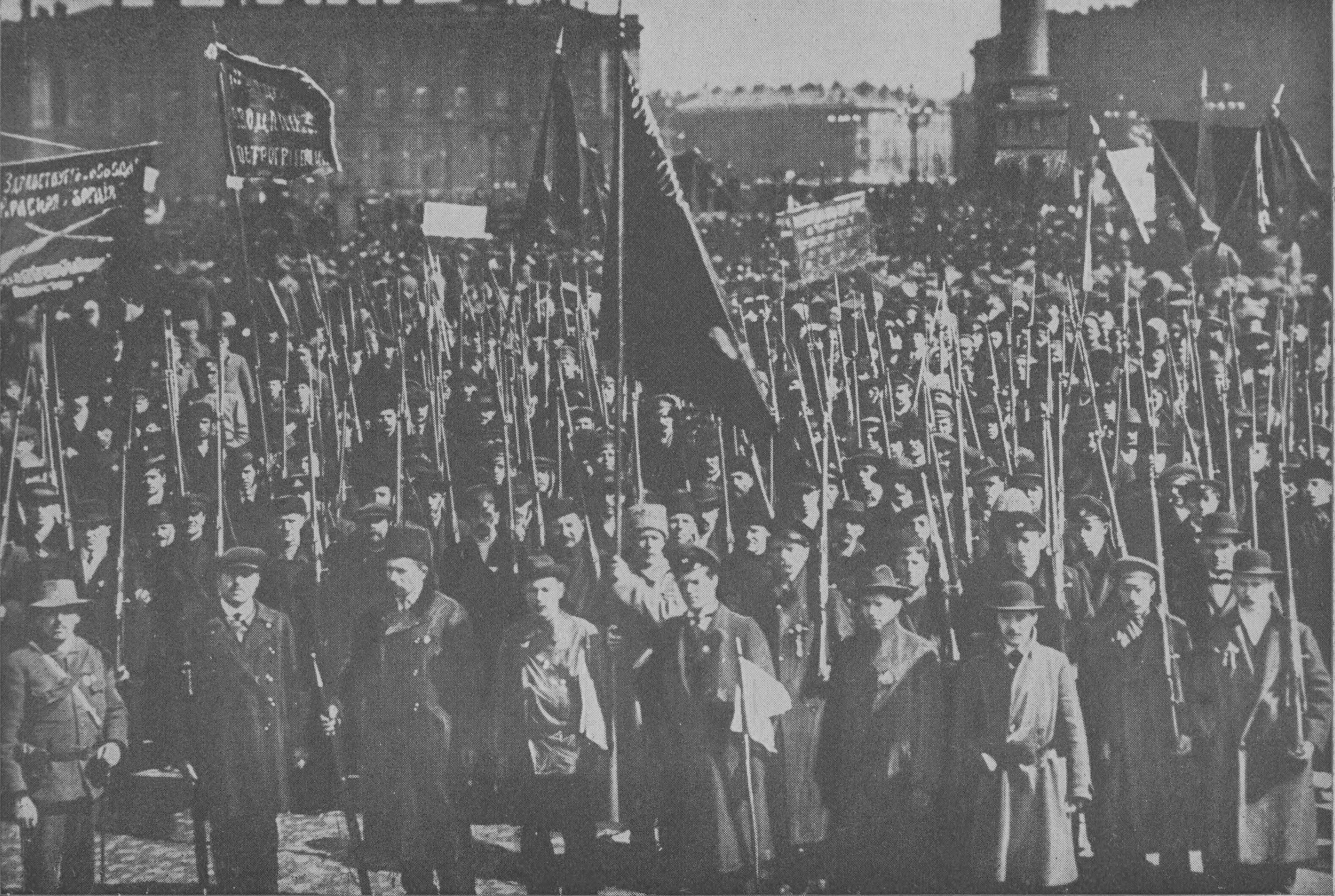
Guardas Vermelhos em Petrogrado

Enquanto o Governo dependia principalmente dos cadetes e dos três regimentos de cavalaria cossacos guarnecidos na capital, os Bolcheviques dependiam dos Guardas Vermelhos — numerosos e determinados, mas inexperientes, — dos marinheiros, fervorosos apoiantes, mas poucos em número — e dos soldados, peritos e muito numerosos, mas geralmente passivos nos combates. Os Bolcheviques procuraram ganhar o favor dos cento e cinquenta mil homens da guarnição; a sua relutância em serem enviados para a frente, como o Governo e o comandante da frente norte pretendiam, era vantajosa para eles.
A 17 de outubro/30 de outubro, Vladimir Cheremisov e o seu comissário, o ex-Bolchevique Voitinsky, realizaram uma conferência com as unidades da guarnição para lhes explicar a necessidade de se juntarem às unidades da frente para defender a capital. A delegação da guarnição maioritariamente Bolchevique desconfiou dos verdadeiros motivos por detrás da mudança e insistiu que o Soviete de Petrogrado deveria ter a última palavra na transferência das unidades. Com as partes em desacordo, a conferência foi um fracasso; cinco dias depois, o 5.º Exército de Cheremisov elegeu um novo comité com uma maioria Bolchevique. No mesmo dia da reunião, o Soviete criou a organização que devia coordenar os assuntos militares: o Comité Militar Revolucionário, que de facto era controlado pela organização equivalente do partido Bolchevique. No dia seguinte ao encontro com Cheremisov, as unidades da guarnição reuniram-se por sua vez no Instituto Smolny e expressaram a sua falta de confiança no governo e o seu apoio ao Soviete de Petrogrado. Os membros do VTsIK que tinham autorizado a reunião acabaram por abandoná-la sem terem sido autorizados a falar.

## Acontecimentos em Petrogrado

### Encerramento das tipografias de imprensa e primeiros confrontos

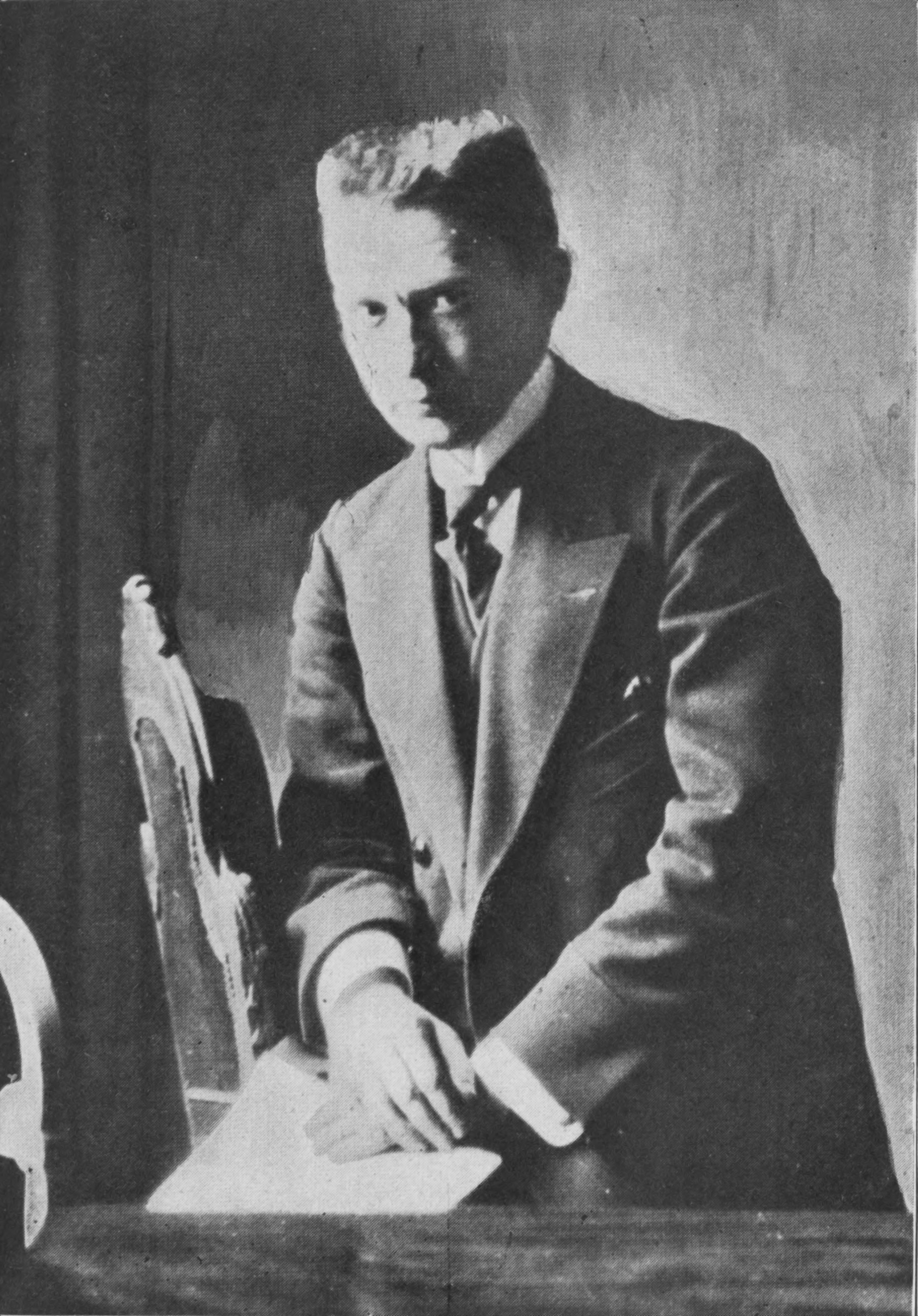
Kerensky, presidente do desprestigiado Governo Provisório, que teve de enfrentar a revolta

Por volta das 3 da manhã de 24 de outubro(jul.)/6 de novembro(greg.), Kerensky estava no Palácio de Inverno, acompanhado pelos comandantes militares, para elaborar medidas para impedir os Bolcheviques; o ultimato para o CMR tinha ficado sem resposta e o gabinete tinha pouco antes aprovado a detenção dos seus líderes. Então chegou um mensageiro indicando que o CMR tinha finalmente aceite as exigências dos comandantes militares, mas Kerensky recusou-se a abandonar o seu plano: o General Bagratuni continuou a pedir reforços da frente (junkers de Oranienbaum, tropas da tempestade de Tsárskoye Seló e artilharia de Pávlovsk) enquanto o Coronel Polkóvnikov ordenou a prisão e julgamento dos comissários enviados pelo CMR para as unidades de guarnição. O CMR seria submetido a julgamento e os libertados após a sua participação nos Jornadas de Julho seriam novamente detidos. Dois jornais Bolcheviques, Rabochi Put e Soldat, seriam encerrados por incitação à insurreição, e dois outros jornais conservadores também seriam encerrados, para manter a aparência de imparcialidade. A guarda do Palácio de Inverno foi também reforçada. Convencido de que estas medidas poderiam ser mal-recebidas pelos grupos políticos, aceitou a sugestão de alguns ministros de ir explicá-las ao parlamento no mesmo dia.

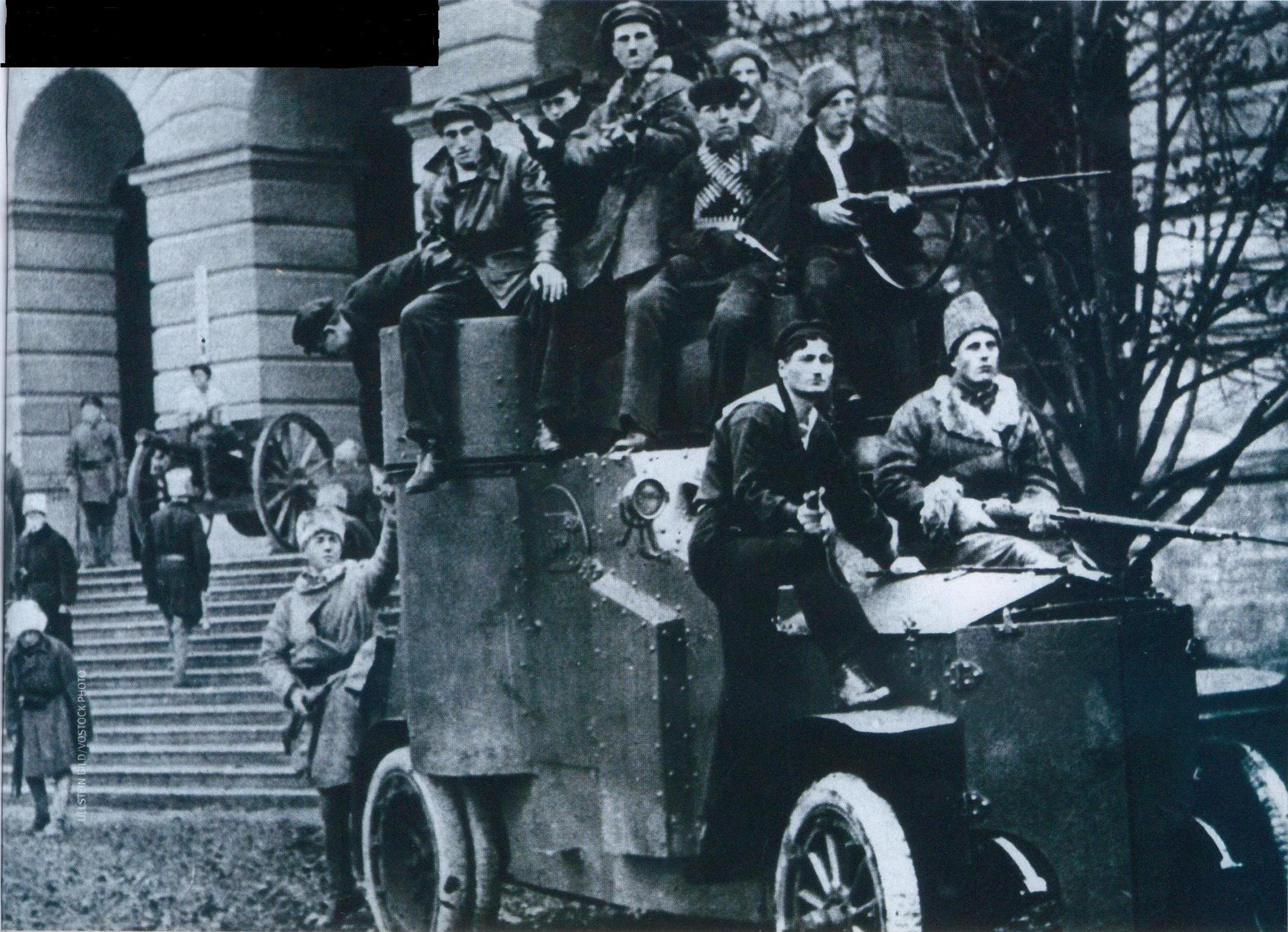
Guardas Vermelhos em frente ao Instituto Smolny, centro da Revolução de Outubro

De madrugada, às 5h30 da manhã, um pequeno destacamento de cadetes e milicianos enviados pelo Governo invadiu as instalações de impressão dos dois diários Bolcheviques, destruiu a edição do dia, danificou as instalações e fechou as instalações de impressão. Os funcionários foram ao vizinho Instituto Smolny, à sede do Soviete de Petrogrado, ao Comité Militar Revolucionário de Petrogrado, e ao Partido Bolchevique, para relatar o que tinha acontecido. Foi convocada uma reunião de emergência que incluiu representantes do Soviete, do CMR, e do partido Bolchevique e socialistas revolucionários de esquerda; a ação governamental foi marcada como contrarrevolucionária, e em breve foi recebida informação sobre movimentos suspeitos de tropas. O CMR considerou imediatamente as medidas como uma traição à revolução e um ataque ao congresso e enviou a sua "diretiva n.º 1" às unidades, ordenando a sua mobilização.  Apesar dos desejos de uma minoria tanto no CMR como na liderança Bolchevique, a ideia de uma revolta imediata contra o Governo foi abandonada e as medidas tomadas limitaram-se a assegurar a realização do Congresso dos Sovietes.
Às 10 da manhã, o gabinete voltou a reunir-se para Kerensky para informar os ministros sobre as medidas tomadas durante a madrugada; ele ainda estava confiante de que tinha a situação sob controlo, apesar das dúvidas de outros ministros. A milícia da cidade, no entanto, desobedeceu às ordens do governo para prender membros da CMR ou para desmantelar as forças leais aos Bolcheviques, dado caber ao Conselho Municipal e não ao Conselho de Ministros. Durante os dias seguintes, as milícias mantiveram as suas atividades policiais e não tomaram parte na defesa do Governo Provisório. A maioria das medidas ordenadas por Kerensky foram, de facto, defensivas: destacamentos de cadetes foram enviados para guardar as estações ferroviárias e a guarda do Palácio de Inverno foi reforçada.
No mesmo dia, o primeiro ministro Kerensky tentou acelerar a chegada das tropas leais ao Governo à capital, esquartejar a guarnição e retirar os comissários políticos do Comité Militar Revolucionário ali localizados, sem sucesso. Durante a manhã e início da tarde tornou-se claro que a maioria das tropas da capital seguia as diretivas do Soviete de Petrogrado e ignorava as ordens do Governo. Os dois lados acusaram-se mutuamente de trair a revolução e afirmaram ser os seus defensores.
À tarde, tornou-se conhecido que as tropas que viriam à capital para o alívio do Governo tinham passado para as fileiras do Comité ou estavam a ser detidas longe da cidade pelos apoiantes do Comité. Os marinheiros do cruzador Aurora, que se encontrava nos estaleiros franco-russos para reparações, amotinaram-se contra os seus oficiais quando ordenaram que o navio deixasse a capital, uma ordem que tinha sido anulada pelo soviete da frota. O governo tinha apenas alguns milhares de soldados na cidade — principalmente oficiais, cossacos, cadetes e um batalhão de mulheres — e estava em clara desvantagem numérica contra os seus opositores.  Cerca de duzentos deles tinham aparecido no Palácio por volta do meio-dia, e sessenta e oito cadetes da Academia de Artilharia Mikhailovsky juntaram-se a eles duas horas mais tarde. As suas tentativas de manter o controlo da guarnição da capital revelaram-se infrutíferas. Embora a maioria dos soldados estivesse relutante em participar nos combates, aqueles que o fizeram estavam inclinados a obedecer ao Soviete. Embora a maioria das unidades permanecesse no seu quartel, algumas das unidades mais radicalizadas responderam ao apelo do Soviete, tal como quase todos os Guardas Vermelhos, o suficiente para assegurar a vantagem numérica do Soviete de Petrogrado sobre o governo.

### Fragilidade do Governo
Ao meio-dia, o Preparlamento iniciou uma nova sessão presidida por Nikolai Avksentiev. Kerensky veio pouco depois e pediu para fazer uma comunicação especial para a assembleia. Num discurso de uma hora no seu estilo característico, pediu o seu apoio incondicional após descrever os acontecimentos dos últimos dias, que lhe foi negado, mesmo na ausência da esquerda radical e apesar da ovação que recebeu antes de se retirar. A esquerda moderada — reunida com urgente na VTsIK desde a meia-noite até às 4 da manhã do dia seguinte — limitou-se a emitir um novo e fútil apelo de calma e aviso de uma possível contrarrevolução em resposta à revolta. Após quatro horas de debate, os socialistas moderados conseguiram passar por uma estreita maioria uma moção de apoio ao governo, condicionada à adoção imediata de reformas radicais, de modo a atrair os apoiantes dos Bolcheviques e de acalmar aqueles que tinham vindo a exigir tais medidas desde março. Kerensky rejeitou a proposta e alegou ser capaz de resolver a situação por si próprio.

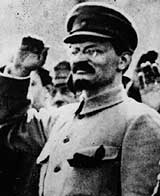
Leon Trótski, revolucionário russo e principal organizador da revolução em Petrogrado

Após deixar a sede do Preparlamento, Kerensky marchou até ao quartel-general do distrito militar, anexo ao Palácio de Inverno, para dirigir as ações contra os Bolcheviques, de novo de carácter defensivo: mantendo o controlo dos edifícios oficiais e dos pontos de comunicação estratégicos contra possíveis ataques e isolamento dos subúrbios, levantando as pontes sobre o Neva. Foram enviados destacamentos de cadetes para proteger edifícios e patrulhar as ruas, algumas instituições oficiais começaram a fechar e, às 15h00, os telefones do Instituto Smolny foram desligados na central telefónica.
Entre as 14h00 e as 15h00, os cadetes tomaram o controlo da Ponte Nikolayevsky e da ponte do palácio, levantando a primeira; outro destacamento tentou fazer o mesmo com a Ponte Liteiny, mas a multidão impediu-os de o fazer, e um grupo de Guardas Vermelhos tomou o controlo da mesma. Por volta das 18h30, o Regimento Pavlovski — fiel ao CMR — ocupou a Ponte Troitski, ultrapassando outra patrulha de cadete que se dirigia para lá com o mesmo objetivo. O comissário do regimento granadeiro estacionado no distrito de Petrogrado enviou as suas forças para ocupar as pontes (as pontes granadeiro e Samsonovsky) assim que recebeu a notícia do que estava a acontecer noutras áreas, mesmo antes de receber a ordem do CMR. A meio da tarde, as principais pontes da capital estavam nas mãos dos revoltosos, e as tentativas do governo para as levantar falharam.
O CMR formou uma comissão para dirigir o confronto com o Governo; as suas ordens, na realidade, consistiam em pouco mais do que enviar mais comissários, desta vez para pontos estratégicos, para exigir a sua submissão ao CMR. Gradualmente, ao longo do dia, os principais centros da capital passaram para as mãos das forças leais ao Soviete de Petrogrado numa série de confrontos sem derramamento de sangue com as forças leais ao Governo. Às quatro horas da tarde, os ciclistas que guardavam o Palácio de Inverno decidiram retirar-se; um dos seus comissários ocupou a central de telégrafos uma hora mais tarde por ordem do Comité Militar, apoiado pelos soldados que o guardavam do Regimento pró-CRC de Kexholm. Três horas mais tarde chegou um destacamento de cadetes para assumir o controlo do edifício, mas os soldados recusaram-se a permitir que o fizessem e os cadetes retiraram-se. Por essa altura, a CMR solicitou o envio de marinheiros da Frota Báltica de Helsingfors, que partiram para a capital em quatro varredores de minas e mais tarde, às 3 da manhã do dia seguinte, por caminho de ferro. Estes últimos não chegaram a tempo de participar nos eventos na capital, pois a sua viagem foi dificultada pelas autoridades ferroviárias. Entretanto, um grande número de Guardas Vermelhos tinha sido mobilizado e estavam a afluir a Smolny. Inquieto quanto à possível reação do Governo, o CMR ordenou a apreensão de novas instalações-chave na cidade: depois das 21 horas, as tropas insurgentes — o Regimento de Guardas Izmailovsky, o primeiro da guarnição a apoiar o Governo durante as Jornadas de Julho — ocuparam a Estação Báltica, cortando possíveis reforços ao Governo a partir de oeste; por volta das 21 horas, passaram do gabinete telefónico para o gabinete do telégrafo, onde seriam enviados para a cidade: por volta das 21h00, passaram do telégrafo para a agência noticiosa vizinha; também foram enviados comissários para tomar posse da central telefónica, da central elétrica e das restantes estações ferroviárias. Uma hora mais tarde, cadetes da Escola de Artilharia Mikhailovsky tentaram prender Lénine na gráfica Bolchevique próxima, no distrito de Výborg; no entanto, não só Lénine não estava lá, mas quando encontraram os escritórios Bolcheviques, uma unidade de Guardas Vermelhos que tinha acabado de chegar, prendeu-os.
Ao cair da noite, as forças do Soviete de Petrogrado já estavam no controlo da maior parte da cidade. As medidas do Soviete, contudo, permaneceram na defensiva, para evitar um possível golpe de Estado e para assegurar a realização do Congresso dos Sovietes de Toda a Rússia, que deveria levar a cabo a transferência de poder.
Entretanto, Lénine, ainda escondido na capital, assistiu com inquietação aos últimos desenvolvimentos; não compreendendo porque é que os seus co-religionistas não puseram um fim definitivo ao Governo Kerensky sem esperar pela abertura do congresso, solicitou sem sucesso ao partido a autorização para ir a Smolny. Desesperado com a passividade do comité central, à tarde tentou angariar o apoio dos comités da cidade e dos distritos. Incapaz de se conter e apesar da ordem do comité central de permanecer escondido, disfarçou-se e partiu de elétrico e depois a pé para Smolny acompanhado apenas por um guarda-costas.

### Chegada de Lénine e tomada do poder
Por volta da meia-noite de 25 de outubro(jul.)/7 de novembro(greg.), Lénine chegou à sede do Soviete de Petrogrado, e a partir daí as ações do Comité contra o Governo Provisório de Alexander Kerensky foram intensificadas: todas as referências à defesa pura da revolução foram abandonadas, e foram tomadas medidas para criar um novo governo revolucionário antes da abertura do Segundo Congresso dos Sovietes de Toda a Rússia, no mesmo dia. A fraqueza óbvia do Governo Kerensky e o controlo da capital também contribuíram para a mudança de atitude do Soviete. Lénine, disfarçado e acompanhado apenas por um guarda-costas, tinha conseguido chegar ao Instituto Smolny após evitar ser preso por uma patrulha de cadetes que não o reconheciam e o tomavam por um bêbado.

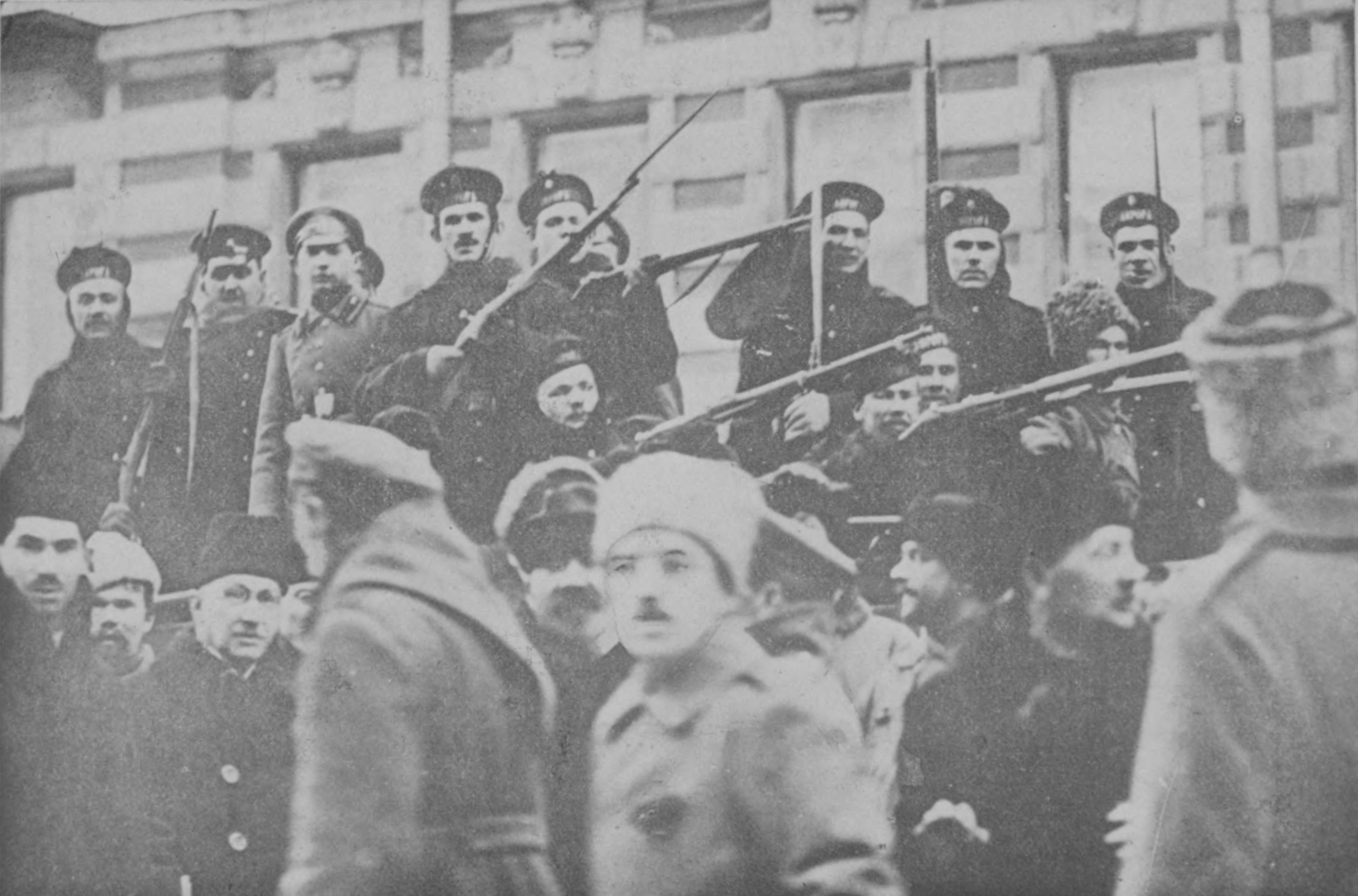
Marinheiros revolucionários; participaram em várias ações durante a Revolução de Outubro ao lado do CMR e foram uma das forças militares mais favoráveis aos Bolcheviques

O Comité Militar Revolucionário de Petrogrado começou a planear a dissolução do preparlamento, a detenção do Governo Provisório e a apreensão dos últimos pontos estratégicos da cidade que até então tinham escapado ao seu controlo. À 1h30 da manhã, marinheiros, soldados do Regimento de Kexholm e Guardas Vermelhos tomaram a estação central dos correios. Às 2h00 da manhã, as tropas do Comité ocuparam a Estação Nikolayevsky e a central elétrica da cidade. A Ponte Nikolayevsky foi capturada pouco depois, às 3h30 da manhã, após a Aurora, ancorada nas proximidades. Uma tentativa de um pequeno grupo de tropas de choque fiéis ao governo de o retomar pouco depois não teve sucesso. Soldados do Regimento de Kexholm foram ordenados a ocupar a central telefónica, o Banco do Estado e a Tesouraria. Às 6 da manhã o Banco do Estado estava ocupado, e às 7 da manhã a central telefónica caiu, após um momento tenso com os cadetes a guardá-la, mas sem que um tiro fosse disparado. Os telefones de Smolny foram novamente ligados e os do Palácio de Inverno desligados. Mais tarde, a Tesouraria, que era guardada pelas tropas do Regimento Pavloski, um dos mais leais ao CMR, foi capturada com segurança. Às 8 da manhã, o CMR capturou a última grande estação ferroviária, a estação ferroviária de Varsóvia, que se ligava à frente norte. Ao amanhecer, quase toda a cidade, exceto o Palácio de Inverno, estava sob o controlo do Soviete de Petrogrado. Contudo, nem os defensores do Palácio, nem os sitiadores quiseram envolver-se e arriscarem-se a sofrer baixas. A cidade acordou com notável normalidade: edifícios oficiais, escolas e transportes públicos estavam a funcionar regularmente. O governo, no entanto, não tinha eletricidade nem telefones nos edifícios que ainda controlava.
Ao amanhecer, os comandantes militares tinham tentado recrutar a ajuda dos três regimentos cossacos da cidade, que se recusaram a concedê-la assim que se tornou claro que o governo não podia contar com o apoio claro das unidades de infantaria. De manhã cedo, os comandantes militares informaram o Governo da falta de tropas e da gravidade da situação; às 10 da manhã, o Governo transmitiu isto ao alto comando através da linha direta que não tinha sido cortada pelos rebeldes. Às onze e meia da manhã, perante a situação desesperada na capital, Kérenski deixou a cidade a caminho da frente com o objetivo de reunir tropas leais para esmagar a revolta, já vitoriosa em Petrogrado. Os cadetes que defendiam o Palácio tinham exigido garantias da chegada de reforços a fim de continuarem nos seus postos. Ao mesmo tempo, os Bolcheviques proclamaram a transferência de poder para os sovietes.

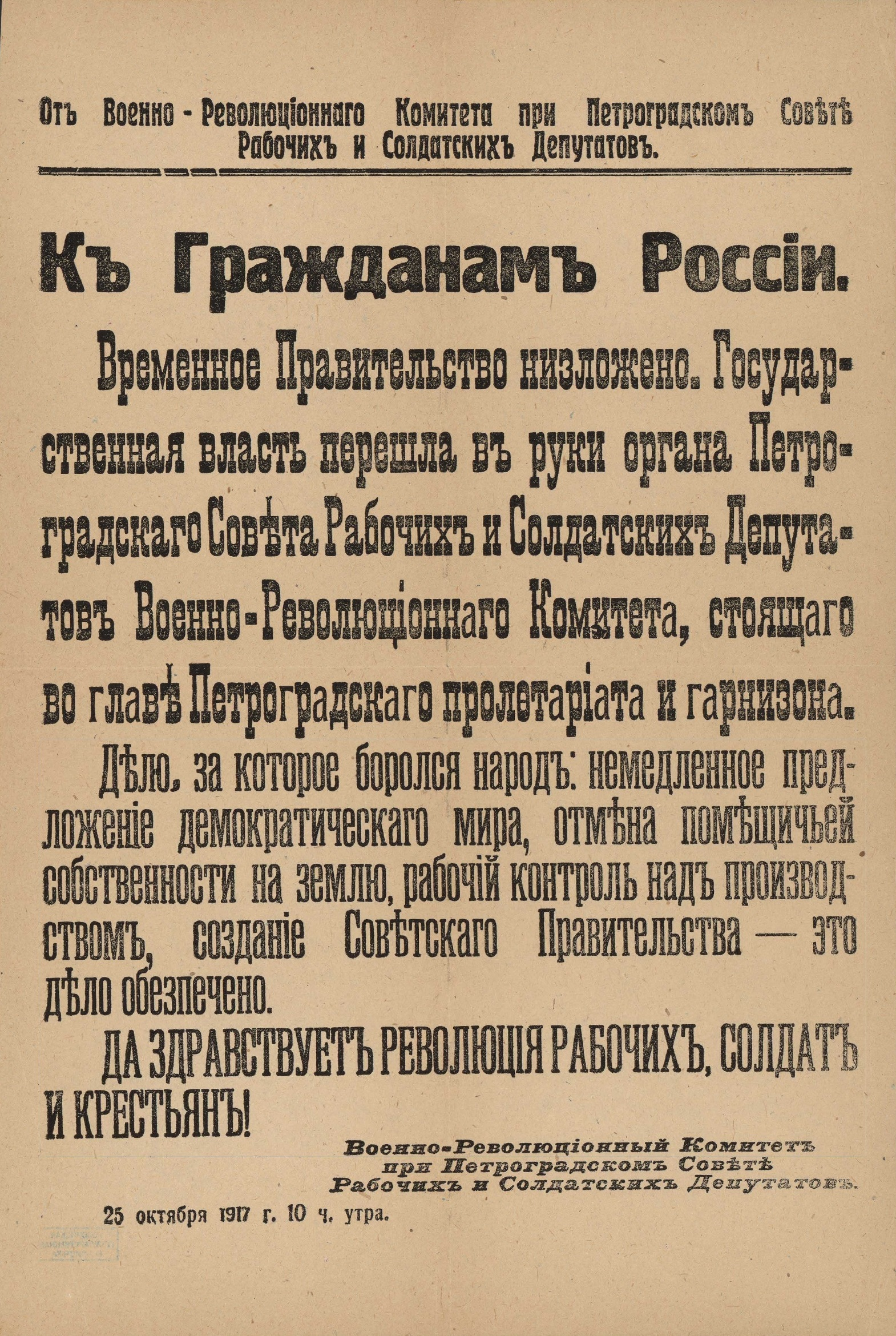
Proclamação do derrube do Governo Provisório pelo [omité Militar Revolucionário (Voenrevkom) do Soviete de Petrogrado

Enquanto Kerensky tentava encontrar um carro para o levar para fora da cidade — as estações já estavam nas mãos do Soviete de Petrogrado e os carros do Palácio tinham sido sabotados — Lénine redigia a proclamação que depunha o seu Governo, que circulou imediatamente por toda a cidade:
O Governo Provisório foi deposto. O poder do Estado passou para as mãos do órgão do Soviete dos Trabalhadores e Soldados de Petrogrado, o Comité Militar Revolucionário, que lidera o proletariado e a guarnição de Petrogrado.

A causa pela qual o povo lutou — a oferta imediata de uma paz democrática, a abolição da propriedade fundiária, o controlo dos trabalhadores da indústria e o estabelecimento de um Governo dos Sovietes — foi assegurada.

Os apelos de um membro do Comité Central do Partido Social-Revolucionário a unidades supostamente afins para defender o Governo Kerensky falharam. A influência do partido entre as tropas diminuía e já não era suficiente para garantir o apoio das unidades da capital ao governo. As fileiras do partido na capital, principalmente trabalhadores e soldados, não estavam preparados para se erguerem em defesa do governo de coligação com os partidos burgueses.
Ao longo do dia, as forças do CMR tomaram os últimos edifícios relevantes ainda controlados pelo governo: a prisão de Krestý teve de libertar os seis prisioneiros que mantinha por agitação, e o Palácio Mariinsky, a sede do Preparlamento, foi cercado e pouco depois dissolvido após protestos formais — nenhum dos seus membros foi preso; os gabinetes oficiais foram encerrados, assim como as escolas.
À tarde, numa reunião do Soviete de Petrogrado, Trótski anunciou a queda do Governo e as medidas tomadas para assegurar o poder na capital. Pouco depois e pela primeira vez desde as Jornadas de Julho, Lénine apareceu perante o Soviete de Petrogrado e recebeu uma ovação de pé; o Soviete aprovou a transferência de poder, embora o Palácio de Inverno ainda não tivesse caído. Nessa mesma manhã foi formada uma comissão de três membros para tomar a seu cargo o cerco, que Lénine ainda desejava terminar antes da abertura do Congresso dos Sovietes.

### Tomada do Palácio de Inverno
O plano do Comité Militar Revolucionário de Petrogrado, encarregado da captura do Palácio de Inverno, consistiu na formação de dois anéis concêntricos em torno do edifício, um interior para manter a pressão sobre os sitiados — formado principalmente por soldados dos regimentos de Pavlovski (norte) e Kexholm (sul) — e um exterior para evitar possíveis tentativas de ajuda das tropas cossacas ou dos Cadetes; o cerco incluía a Fortaleza de São Pedro e São Paulo, e o Cruzador Aurora. Foi definida uma estrutura de comando tão complicada — criticada pelo próprio Trótski — que atrasou as operações. Antonov-Ovseyenko, membro Bolchevique do CMR, comunicou o plano aos comissários do regimento: um ultimato seria apresentado ao Palácio e, se não fosse aceite a tempo, a Fortaleza assinalaria com uma lanterna vermelha para iniciar o bombardeamento. As primeiras salvas viriam da Aurora e seriam de pólvora seca; se a resistência continuasse, tanto o cruzador como a fortaleza começariam o bombardeamento com fogo real.
Por volta das 13h00, um grupo de marinheiros ocupou o Almirantado e prendeu o alto comando da Marinha.

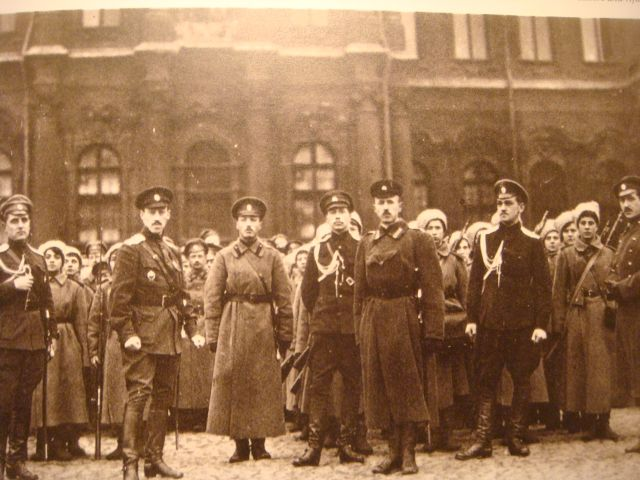
Defensores do Palácio de Inverno, incluindo o "batalhão da morte", formado por mulheres

O primeiro atraso no plano foi causado pelo fracasso dos marinheiros de Helsingfors, que se esperava às 14h00 horas para reforçar os soldados. Os de Kronstadt tinham acabado de chegar à capital, numa frota improvisada de navios diversos. O obsoleto Amur ancorou ao lado da Aurora enquanto o resto dos navios ancorou perto do Almirantado; no total, três mil marinheiros de Kronstadt desembarcaram para se juntarem ao cerco.
Entretanto, no Palácio, após a partida de Kérenski a meio da manhã para reforços, o Gabinete reuniu-se, presidido pelo Vice-presidente do Governo, Konoválov, para demitir Polkóvnikov, cujo comando parecia insatisfatório, e para nomear o conservador Ministro do Bem-Estar, Kishkin, Governador-Geral encarregue da defesa com poderes ditatoriais. Foi ainda decidido realizar a sessão até que as tropas esperadas da frente ou presas pelos insurretos fossem bem sucedidas. O comando efetivo das tropas do Palácio foi deixado nas mãos do Vice-Ministro P. I. Palchinski, que se viu numa situação grave: com falta de provisões, sem plano de defesa, um corpo de oficiais confuso e tropas desmoralizadas. Kishkin partiu para o quartel-general do Estado-Maior vizinho para demitir Polkovnikov e nomear no seu lugar o chefe do Estado-Maior da região militar da capital, o General Bagratuni, uma ação que só conseguiu aumentar a confusão que aí prevalecia.
No exterior, houve apenas uma tentativa fraca das forças governamentais de retomar um edifício importante sob o controlo do CMR: o comissário chefe do exército, Stankevich, tentou recapturar a central telefónica com um grupo de cadetes, mas foi repelido após uma breve luta. De volta ao quartel-general do Estado-Maior na Praça do Palácio, informou o alto comando da necessidade de reforços — que lhe foi assegurado estarem a caminho — e da impossibilidade de aguentar por mais de dois dias com as poucas forças ainda leais ao governo.

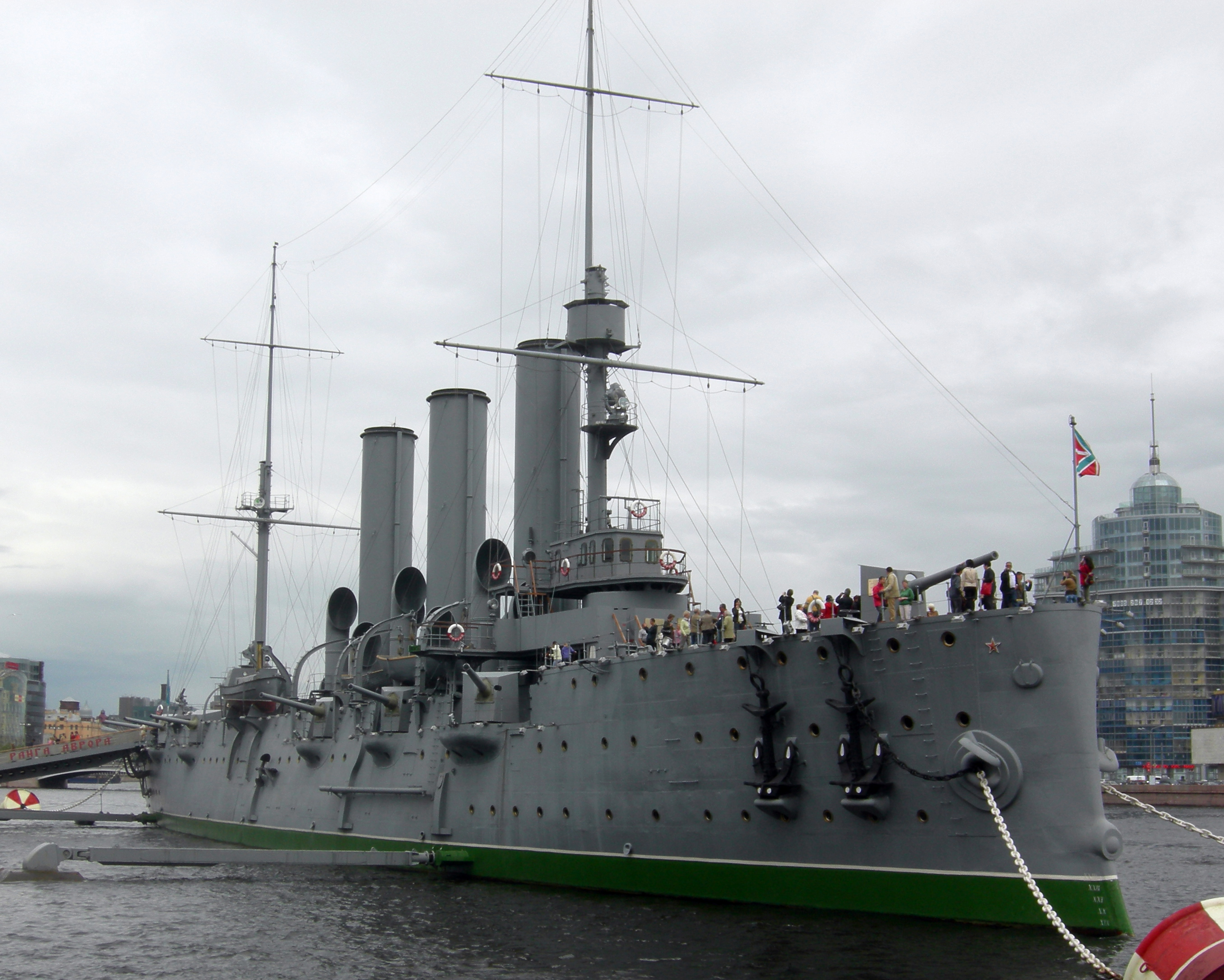
O cruzador Aurora no início do século XXI. Um tiro em branco das suas armas para a frente assinalou o início do ataque final ao Palácio de Inverno e afugentou alguns dos seus defensores, assustados com a tremenda detonação. Mais tarde ele participou no bombardeamento do palácio, que causou poucos danos ao edifício

Durante a tarde, os reforços chegaram aos sitiadores do Palácio, enquanto parte das forças que o defendiam se retirava, sem ser molestada por aqueles que rodeavam o edifício. Um par de esquadrões de cossacos e alguns cadetes conseguiram chegar ao Palácio sem impedimentos por parte dos sitiadores, o que mais uma vez equilibrou a defesa.
Entretanto, Lénine exortou os responsáveis pelo cerco a porem-lhe termo o mais rapidamente possível, de modo a evitar mais atrasos na abertura do congresso e o nervosismo dos delegados. Face a esta situação, o comandante da Fortaleza decidiu finalmente enviar o ultimato planeado às 18h30 com dois ciclistas que se movimentaram para o quartel-general do Estado-Maior; o ultimato expirou às 19h10 e exigiu a rendição do governo e das suas tropas. Os ministros reuniram-se de novo apressadamente, abandonando o seu jantar para rejeitar a exigência de rendição e decidindo não responder ao ultimato. Quando o ultimato expirou, os soldados do Regimento de Pavloski tomaram o quartel-general do Estado-Maior, apesar das tentativas dos cadetes do Palácio de ajudar os seus defensores. Nessa altura, o comandante da frente norte, o General Cheremisov, estava em comunicação com o pessoal do edifício para tomar conhecimento da situação na capital quando as comunicações foram cortadas pela conquista. Bagratuni, no Palácio em conversações com os ministros, decidiu então demitir-se e os insurgentes prenderam-no pouco depois.
Entre as 20h00 e as 21h00, parte das forças de defesa do Palácio negociou com os sitiadores para sair, com a aprovação dos oficiais, que não queriam deprimir ainda mais o moral, mantendo-os no edifício: um batalhão de forças de assalto e alguns cossacos deixaram o Palácio. No exterior, o cerco tinha sido apertado com a chegada de novas unidades, incluindo fuzileiros da Finlândia e de Kronstadt. Após duas tentativas de negociação entre os comandantes do cerco e as tropas que defendiam o Palácio, mais de metade dos cadetes ainda no edifício retiraram-se por volta das 22h00 horas.
Depois de alguma confusão à medida que a falsa notícia da queda do Palácio se espalhava, o cerco foi retomado a partir da Fortaleza; o farol que precisava de avisar o Aurora, como acordado, foi finalmente encontrado às 21h35 e cinco minutos depois disparou um tiro em branco das suas armas de seis polegadas. A salva aterrorizou os defensores do Palácio e assegurou a lenda revolucionária do navio, que foi guardado como museu nas docas do rio Neva. Após dar tempo a que alguns dos defensores se retirassem do Palácio, a fortaleza juntou-se ao bombardeamento por volta das 23h30, desta vez com munições vivas, e disparou cerca de trinta cartuchos no Palácio, dos quais apenas dois ou três o atingiram, causando poucos danos. Embora Antonov-Ovseyenko tenha recusado um acordo feito por Chudnovsky para que alguns dos defensores evacuassem o Palácio com as suas armas, alguns grupos renderam-se incondicionalmente. As mulheres do batalhão, temendo a violação, por outro lado, recusaram-se a entregar as suas armas. Entretanto, a delegação municipal que tinha tentado impedir o bombardeamento a pedido do Palácio, que tinha conseguido contactar a câmara municipal, teve de abandonar a sua missão devido à recusa dos sitiadores em permitir-lhe o embarque na Aurora e porque não era possível a sua entrada no Palácio. Quando a Câmara Municipal foi informada, decidiu em sessão plenária — com a oposição dos conselheiros Bolcheviques — marchar em direção ao Palácio de modo a proteger fisicamente o Governo, moção que foi aprovada pelo Comité Executivo Central dos Sovietes de Camponeses.
Ao cair da noite pequenos grupos de sitiados começaram a entrar no Palácio, e à meia-noite o seu número tinha aumentado acentuadamente; se no início os defensores desarmaram os poucos que entraram no Palácio, à medida que o seu número aumentava foram os sitiados que começaram a desarmar os sitiados. A marcha de alguns dos defensores facilitou a infiltração dos sitiadores no edifício. Após uma hora de interrupção para aguardar a rendição de mais defensores, o assalto ao Palácio foi retomado por volta das 23h00. O bombardeamento foi retomado, mesmo correndo o risco de ferir os próprios assaltantes, que já se encontravam no Palácio.
Por volta da meia-noite, um grupo de mais de trezentas pessoas, incluindo vereadores, deputados do Congresso dos Sovietes e membros do Comité Executivo dos Sovietes de Camponeses, entre outros, reuniram-se na Câmara Municipal e começaram a marchar cantando La Marseillaise em direção ao Palácio, liderado pelo Presidente da Câmara Social-Revolucionário Shreider e pelo único ministro que não estava sob cerco, Prokopovich. Na Praça Kazan, perto do Almirantado, um destacamento de marinheiros bloqueou o seu caminho, e, após uma agitada discussão, o grupo regressou de forma ordeira à Câmara Municipal sem ter atingido o seu objetivo.
Por volta das 2 da manhã, os atacantes finalmente encontraram a sala onde o gabinete estava reunido e ordenaram aos cadetes em defesa que não resistissem, de modo a evitar derramamento de sangue. Vladimir Antov-Ovseyenko liderou a maré de tropas que ocuparam rapidamente a sala e declararam a prisão dos ministros. Em nome do governo, Konovalov declarou a sua subjugação pela força às 2h10 da manhã a 26 de outubro(jul.)/8 de novembro(greg.) de 1917. Todos os ministros foram presos com exceção de Kerensky e Prokopóvich, que não estavam presentes no Palácio. Nessa altura, a cidade já estava completamente sob o controlo do Soviete de Petrogrado e o Congresso dos Sovietes já tinha começado. Os ministros foram conduzidos a pé até à Fortaleza de São Pedro e São Paulo, e os comissários do CMR tiveram de formar uma guarda especial de marinheiros e soldados para os proteger das multidões que lotaram os portões do Palácio e ameaçaram linchá-los, especialmente quando se soube que Kerensky não tinha sido capturado.
Os filmes e imagens retratando o assalto mostraram um grande ataque ao Palácio de Inverno e lutas ferozes quando, de facto, os rebeldes Bolcheviques encontraram pouca resistência e foram capazes de penetrar no edifício sem muita dificuldade e tomá-lo. Na sua maioria, a revolta em Petrogrado ocorreu sem derramamento de sangue e numa atmosfera de normalidade geral na capital. Estima-se que apenas cinco marinheiros e um soldado entre os atacantes foram mortos no assalto e que os defensores não sofreram baixas fatais.

### O Segundo Congresso dos Sovietes e o golpe Bolchevique

#### A primeira sessão: retirada dos moderados e dissidência socialista

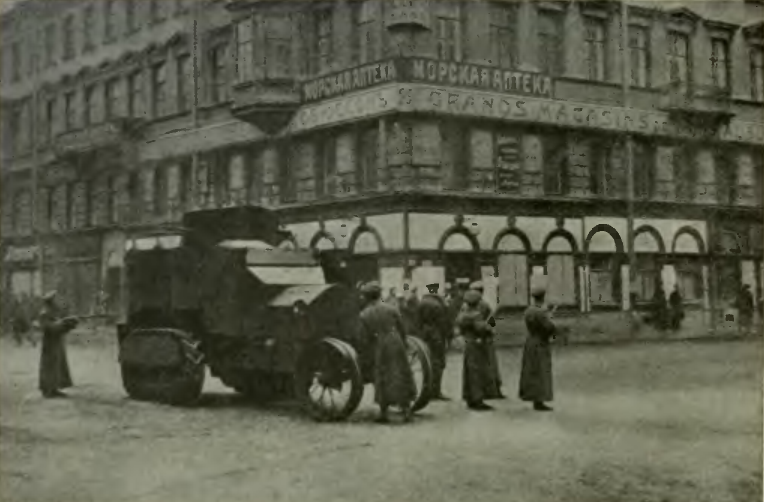
Tropas favoráveis ao Comité Militar Revolucionário nas ruas de Petrogrado

Entretanto, no mesmo dia, 25 de outubro(jul.)/7 de novembro(greg.), às 22h40 p.m., o Segundo Congresso dos Sovietes dos Deputados dos Trabalhadores e Soldados de Toda a Rússia abriu com quase nove horas de atraso. Os Bolcheviques tinham tentado tomar a sede do Governo Provisório antes da abertura do congresso, mas os delegados, impossibilitados de esperar mais tempo, forçaram a sua abertura.
O Segundo Congresso dos Sovietes contou com a participação de cerca de 670 delegados eleitos, dos quais 300 eram Bolcheviques e cerca de 100 eram Socialistas Revolucionários de Esquerda, que também apoiaram o derrube do governo Kérensky. O apoio aos Bolcheviques tinha aumentado dramaticamente nos últimos meses antes do congresso, embora não tivessem uma maioria absoluta entre os delegados. A primeira tarefa do congresso foi a eleição de uma nova presidência; os Bolcheviques propuseram uma representação proporcional das delegações, com catorze Bolcheviques, sete Socialistas Revolucionários, três Mencheviques e um Menchevique Internacionalista (Martov), que foi aprovada por uma votação turbulenta. Kamenev foi nomeado presidente do congresso. Após apresentar a agenda que os Bolcheviques desejavam discutir -— a formação de um novo governo, ações para acabar com a guerra e a convocação da Assembleia Constituinte — Kamenev deu a palavra a Martov.
Pouco depois do início da sessão, os delegados ouviram os tiros da fortaleza da capital contra o Palácio de Inverno. Inicialmente, o congresso aprovou por unanimidade a proposta do líder internacionalista Menchevique Julius Martov de proclamar um governo democrático conjunto de todos os partidos que faziam parte do Soviete de Petrogrado, de modo a evitar mais derramamento de sangue. A proposta foi apoiada por Anatoly Lunacharsky em nome dos Bolcheviques e Sergey Mstislavsky para os Socialistas Revolucionários de Esquerda.
No entanto, quando se soube que o Governo Provisório tinha sido derrubado e que os seus membros, incluindo os ministros Social-Revolucionário e Menshevik, estavam sitiados, alguns dos congressistas destes partidos representados no Soviete Petrogrado denunciaram estes factos e deixaram a sala em protesto. As principais fações dos Socialistas Revolucionários e Mencheviques opuseram-se às ações dos Bolcheviques, e decidiram juntar-se à marcha convocada pela Câmara Municipal da capital para o Palácio de Inverno, para mostrar o seu apoio ao Governo. A retirada dos moderados minou os esforços dos Socialistas Revolucionários de Esquerda, dos Mencheviques Internacionalistas e dos Bolcheviques moderados a favor do acordo intersocialista e facilitou o objetivo de Lénine de formar um novo governo exclusivamente Bolchevique.
Martov tentou manter o consenso e propôs a formação de um novo Conselho de Ministros aceitável para os moderados e radicais e que o congresso fosse suspenso até lá. Leon Trótski aproveitou então a oportunidade para se dirigir às fações que tinham acabado de sair do congresso e aos apoiantes do acordo com elas, tais como Martov, dizendo:
"O que aconteceu foi uma insurreição, não uma conspiração. Fortalecemos a energia revolucionária dos trabalhadores e soldados de Petrogrado; forjámos a vontade das massas para a insurreição, não para a conspiração. As massas do povo seguiram a nossa bandeira e a nossa insurreição triunfou. E agora dizem-nos: desistam da vossa vitória, façam concessões, cedam. A quem, pergunto eu. A quem devemos ceder? Aos grupos acabados que nos abandonaram ou àqueles que estão a fazer esta proposta? Mas nós já os conhecemos, já ninguém na Rússia os apoia... Não, não há acordo possível a este respeito. Àqueles que partiram e àqueles que nos dizem isto, respondemos: vocês são pobres, pessoas acabadas, o vosso papel acabou, vão para onde pertencem, para a lixeira da história."
A maioria dos mencheviques internacionalistas de Martov também deixaram o congresso quando as suas propostas de concórdia entre os partidos socialistas foram rejeitadas pela ala radical dos Bolcheviques representados por Trótski. Trótski foi imediatamente condenado pelos moderados que tinham acabado de sair do congresso e classificou a sua atitude como contrarrevolucionária. Os Socialistas Revolucionários de Esquerda, ao contrário de outras fações, permaneceram no congresso com o objetivo de tentar moderar a posição dos Bolcheviques e de conseguir um acordo entre os vários socialistas. A notícia da queda do Palácio de Inverno e os relatórios provenientes das várias unidades militares desencadearam euforia entre os delegados. Entre eles, o 3.º Batalhão de Bicicletas, chamado a partir da frente sudoeste por Kerensky, tinha ido para o Soviete de Petrogrado, e a guarnição próxima no Tsarskoye Selo tinha prometido proteger a capital de possíveis ataques. Krylenko relatou que tinha sido formado um Comité Militar Revolucionário na frente norte que tinha revogado as ordens de marcha contra a capital e que o general que comandava essa frente, Cheremisov, tinha admitido a autoridade do comité. Uma após outra, unidades enviadas da frente para esmagar a revolta comunicavam o seu apoio ao Comité Militar Revolucionário de Petrogrado.
A proclamação da tomada do poder, elaborada por Lénine, que ainda não tinha ido ao congresso, foi lida por Lunacharsky. Anunciou não só a tomada do poder pelo congresso, mas também o programa fundamental do novo governo:
O governo soviético irá imediatamente propor uma paz democrática a todas as nações e o estabelecimento de um armistício imediato em todas as frentes. Assegurará a transferência de terras dos proprietários, da Coroa e dos mosteiros para os comités de camponeses sem compensação; protegerá os direitos dos soldados através da introdução de uma democracia completa no exército; estabelecerá o controlo da produção pelos trabalhadores; assegurará a convocação da Assembleia Constituinte na data fixada; assegurará o fornecimento de pão às cidades e de bens básicos aos povos; garantirá a todas as nações que povoam a Rússia um direito genuíno de autodeterminação; garantirá a todas as nações que povoam a Rússia um direito genuíno de autodeterminação;

O Congresso decreta que todo o poder nas cidades passará para os Sovietes de Deputados Operários, Soldados e Camponeses.
O decreto foi aprovado com apenas dois votos negativos e doze abstenções. Ao amanhecer, os delegados exaustos adiaram para poderem dormir brevemente. Entretanto, os socialistas que se tinham retirado do Congresso e se tinham oposto à tomada do poder, formaram um Comité de Salvação da Pátria e da Revolução, o primeiro centro de oposição ao novo governo. O Comité denunciou as ações dos bolcheviques, apelou ao apoio da população e anunciou a sua intenção de formar um novo Governo. Os Kadets, apesar da sua oposição aos bolcheviques, não aderiram à nova organização e continuaram a defender a legitimidade do extinto Governo Provisório.

#### A segunda sessão: formação doSovnarkome decretos revolucionários
No dia seguinte, os delegados, sonolentos, de todos os partidos socialistas, reuniram-se novamente para discutir a composição do novo Conselho de Ministros; o Comité Central Bolchevique decidiu sobre a composição do novo governo chamado Conselho dos Comissários do Povo (Sovnarkom, Soviet Naródnyj Komissárov) — comissário era o nome proposto por Trótski para os novos ministros — e ofereceu três lugares aos Socialistas Revolucionários de Esquerda, que preferiram não participar a menos que conseguissem que os outros partidos também o fizessem.
Na segunda sessão realizada na noite de 26 de outubro(jul.)/8 de novembro(greg.), Lénine apresentou uma série de moções para consolidar a sua posição: o Decreto sobre a Paz, o Decreto sobre a Terra e a formação do novo governo. A primeira, semelhante às propostas originais dos Defensistas russos, apelava ao início imediato de negociações de paz entre as nações beligerantes, de modo a se pôr termo às hostilidades que não implicassem indemnizações ou anexações. Devia servir tanto para ganhar a simpatia dos soldados como para tentar avançar para o fim da guerra. O Decreto de Terra ratificou as ações dos camponeses que se tinham apropriado e distribuído as terras da aristocracia e dos kulaks por toda a Rússia. A propriedade da terra foi abolida e a terra passou para as mãos dos sovietes para ser distribuída entre os camponeses conforme as suas necessidades. O decreto baseou-se principalmente no programa político dos Socialistas Revolucionários de Esquerda. O decreto garantiu o apoio dos Bolcheviques e também facilitou a legitimação do novo governo aos olhos do campesinato.
Antes de encerrar, o Congresso elegeu um novo governo e um novo Comité Executivo Central de Toda a Rússia (VTsIK). O novo VTsIK era liderado pelos bolcheviques moderados Kamenev e composto por 62 bolcheviques, 29 Socialistas Revolucionários de Esquerda, seis mencheviques internacionalistas e quatro membros de outros partidos menores. A tentativa dos líderes Bolcheviques com uma posição intermédia, como Trótski — entre os leninistas, a favor de uma insurreição bolchevique imediata, e os moderados, a favor da formação de um novo governo exclusivamente socialista sem a participação dos liberais — que decidiram usar o prestígio e as organizações subordinadas aos soviéticos para derrubar o Governo Provisório e tomar o poder, tinha sido bem sucedida. Às 5 da manhã do dia seguinte, o Congresso legitimou o Conselho dos Comissários do Povo como a base de um novo Governo, até à convocação da Assembleia Constituinte.
Todos os comissários do governo eram membros do partido bolchevique, dado que os Socialistas Revolucionários de Esquerda recusaram-se, por fim, a fazer parte de um governo que não estava em coligação com as outras forças socialistas e que se tinham retirado do Congresso. Lénine presidiu ao novo Conselho dos Comissários do Povo (Sovnarkom), no qual Trótski deteve o Comissariado dos Negócios Estrangeiros, Lunacharsky o Comissariado da Educação, Rýkov o Comissariado dos Assuntos Internos, e Noguín o Comissariado do Comércio e Indústria; Shliápnikov, Trabalho; Miliutin, Agricultura; Skvortsov, Finanças; Lomov, Justiça; Theodorovich, Abastecimento; Avilov, Correios e Telégrafos; Estaline, Nacionalidades. Por fim, as forças armadas foram colocadas sob a liderança de um triunvirato constituído por Vladimir Antonov-Ovseyenko, Pavel Dybenko e Nikolai Krylenko. Após a eleição do novo VTsIK, o Segundo Congresso de Sovietes foi encerrado.

### Oposição ao golpe de Estado, conversações entre socialistas e o aprofundamento Bolchevique em Petrogrado
Apesar da tomada de controlo da capital, os principais confrontos armados entre apoiantes e opositores da revolução tiveram lugar durante os cinco dias seguintes. A revolta militar contra o novo governo pelos seus opositores na capital, na manhã de 29 de outubro(jul.)/11 de novembro(greg.) de 1917, descoberta antes de poder ser coordenada com um ataque da periferia da capital por tropas leais ao Governo Provisório derrotado, fracassou.
No mesmo dia do encerramento do Segundo Congresso de Sovietes de Toda a Rússia, a 27 de outubro(jul.)/9 de novembro(greg.), Lénine partiu às 2 da manhã deste para se reunir com o Comité Militar Revolucionário de Petrogrado, para dirigir a defesa da cidade a partir das poucas tropas cossacas que Kerensky tinha conseguido levantar para marchar sobre Petrogrado e que, apesar do seu número, avançavam sem se encontrarem com resistência e já se encontravam em Gatchina, na periferia da capital. Apesar dos seus esforços, o alto comando russo não conseguiu reforçar os setecentos cossacos que marchavam com Kerensky.
No meio da luta pelo controlo da capital e de Moscovo, o sindicato nacional dos ferroviários, Vikzhel, obrigou os vários partidos socialistas a negociar a formação de um governo de coligação, objetivo partilhado por muitos deputados do VTsIK, incluindo a corrente Bolchevique moderada liderada por Kamenev, os Socialistas Revolucionários de Esquerda e os Mencheviques Internacionalistas de Martov. As partes submeteram-se à ameaça de paralisia das suas forças pelos ferroviários, mas estes últimos não conseguiram impor um cessar-fogo entre as partes opostas; os Mencheviques e os Socialistas Revolucionários exigiram um governo sem Lénine e Trótski. Dado que estes últimos estiveram ausentes do Comité Central devido a necessidades militares, os moderados aprovaram em princípio as condições dos partidos da oposição e enviaram delegados da corrente moderada às negociações, nas quais participaram cerca de trinta socialistas. Estes últimos eram inicialmente inflexíveis, visto que esperavam um rápido derrube dos Bolcheviques, mas o fracasso das ações militares obrigou-os a moderar a sua posição. Os delegados Bolcheviques estavam prontos a aceitar as novas exigências da oposição: expansão do VTsIK e o fim dos combates, mas Lénine fez com que o Sovnarkom se arrogasse para si próprio o direito de governar por decreto. Numa nova reunião do Comité Central em 1 de novembro(jul.)/14 de novembro(greg.), com Lénine e Trótski novamente presentes, o comité rejeitou a moção de Lénine para interromper imediatamente as conversações, mas aprovou a moção de Trótski para realizar apenas mais uma sessão, para mostrar a sua futilidade. Lénine atacou a corrente moderada e ameaçou dividir o partido; três dias depois, cinco membros moderados do comité central renunciaram à atitude de Lénine contra a coligação tanto do comité como dos seus ministérios, juntamente com outros apoiantes do acordo com os outros partidos socialistas. Temendo que a única forma de se manterem no poder sem um pacto fosse o terror, renunciaram, tal como os Socialistas Revolucionários de de Esquerda do CMR. A 7 de novembro(jul.)/20 de novembro(greg.), realizou-se a última ronda de conversações, da qual os Bolcheviques abstiveram-se; entretanto, os bolcheviques conseguiram, por 29 votos contra 23, que o VTsIK aprovasse o governo Sovnarkom por decreto. Com a ameaça militar à capital terminada, e Lénine e Trótski de volta ao Comité Central, a posição Bolchevique tinha endurecido e as negociações fracassado.
Com o controlo do governo Sovnarkom nas suas mãos, Lénine concordou em fazer concessões para recuperar a aliança com outras partes: após duas semanas de conversações, os Socialistas Revolucionários de Esquerda entraram no governo (9 Dez./22 Dez.) e ganharam três comissariados (Agricultura, Correios, Telégrafos e Justiça). Este acordo trouxe os Bolcheviques que se demitiram devido ao fracasso das conversações da coligação de volta ao partido. A coligação durou até à aceitação do Tratado de Brest-Litovsk, que os Socialistas Revolucionários rejeitaram, embora o confronto final tenha tido lugar no verão de 1918.
A 14 de novembro(jul.)/27 de novembro(greg.), os remanescentes do Congresso dos Sovietes de Camponeses de Toda a Rússia, do qual os Socialistas moderados se tinham retirado, aprovaram o sindicato com o VTsIK dos Soldados e dos Operários.

## A propagação da Revolução
Nas cidades e localidades mais industrializadas, onde os partidos de esquerda radicais controlavam o soviete local, a transferência de poder teve lugar rapidamente. Muitas vezes a força necessária para a sua segurança era fornecida por unidades locais de Guardas Vermelhos ou soldados da guarnição. Este padrão foi seguido principalmente nas cidades industrializadas do país a norte e leste de Moscovo e dos Urais. Noutras cidades onde houve uma oposição apreciável, como as do Volga central, Moscovo ou algumas cidades próximas, a implementação do novo governo foi mais lenta e por vezes demorou quase uma semana após os acontecimentos em Petrogrado.
Alguns dias após a tomada do poder na capital, a região adjacente reconheceu o novo governo: tanto o 1.º Exército como a marinha báltica, a retaguarda da frente norte, a parte norte da frente ocidental e partes da Estónia e da Letónia fizeram-no, ganhando segurança e apoio militar. Em meados de novembro, com o controlo final de Moscovo, o Sovnarkom controlava aproximadamente uma faixa de território desde Petrogrado e a frente até ao Volga e aos Urais — embora com áreas ainda não controladas — e algumas localidades isoladas noutras áreas. Por esta altura, a primeira fase da propagação do governo bolchevique chegou ao fim, e só foi retomada duas semanas mais tarde. Após a tomada do poder nas localidades onde o soviete local estava nas mãos de Bolcheviques ou Socialistas Revolucionários de Esquerda, a segunda fase da extensão do novo governo durou cerca de dois meses, marcada por disputas políticas e expedições militares enviadas por via-férrea de Moscovo ou Petrogrado para subjugar novos territórios. As lutas deste período centraram-se nas populações a sul de Moscovo, na Ucrânia oriental, na frente sudoeste, e em grandes regiões da Sibéria e da Ásia Central.
No início de 1918, o novo governo tinha o apoio ou aquiescência do exército e o controlo da maioria das grandes cidades e capitais de província no centro do país e autoridade teórica sobre a maior parte do território do antigo império. Esta autoridade era, no entanto, fraca nas províncias.

### Eventos em Moscovo
Tal como na capital, em Moscovo a oposição política ao golpe foi liderada pelo Partido Socialista Revolucionário (PSR), mas a luta pelo poder na cidade foi muito mais feroz do que em Petrogrado. O confronto foi prolongado e, de acordo com Bukharin, custou cerca de cinco mil vítimas.
O PSR de Moscovo, mais coeso e conservador, embora de menor dimensão do que o da capital, opôs-se tenazmente à tomada do poder pelos bolcheviques, liderada pelo presidente da câmara V da cidade. V. Rúdnev, que tinha conquistado uma grande vitória eleitoral em junho. Mais próximo dos liberais do que do seu passado Socialista Revolucionário, Rudnev foi uma das figuras conservadoras do partido da cidade, todos eles favoráveis à coligação com os Kadets e os Aliados. Pela sua parte, os Bolcheviques locais não estavam prontos para tomar o poder: controlavam o soviético dos trabalhadores, mas não dos soldados, a Guarda Vermelha não estava pronta, e não havia Comissão Militar Revolucionária como na capital. Além disso, os principais líderes bolcheviques em Moscovo, Aleksei Rykov e Viktor Noguin, pertenciam à corrente moderada que se tinha oposto à tomada do poder.
Na véspera da Revolução, o poder em Moscovo estava dividido entre o conselho municipal, controlado pelos Socialistas Revolucionários, o Soviete Operário, já com maioria Bolchevique, o Soviete dos Soldados, ainda nas mãos do PSR, mas com uma influência crescente dos Bolcheviques, e os conselhos distritais, a maioria deles também dominados pelos Bolcheviques. Quando chegou a notícia da tomada do poder da capital pelos Bolchevique, as partes não quiseram continuar o confronto em Moscovo, mas tanto o conselho municipal como o Soviete local criaram órgãos militares (o Comité de Segurança Pública e o Comité Militar Revolucionário, respetivamente). O Comité de Segurança foi formado na Câmara Municipal e incluiu organismos sob controlo Socialista Revolucionário ou Menchevique, tais como o Comité Executivo do Soviete dos Soldados ou o Soviete dos camponeses da província. A comissão rejeitou a proposta do único ministro do Governo Provisório ainda em liberdade, S. N. Prokopovich, de o incluir no governo no lugar dos ministros presos em Petrogrado, e deixou o comando das operações militares nas mãos do governador militar da cidade, Coronel K. I. Riabtsev. As tentativas do PSR local para mobilizar militarmente os seus apoiantes falharam; o partido tinha perdido o apoio da maioria dos soldados e trabalhadores da cidade e foi incapaz de criar uma força militar fiável ao seu comando. O grosso das forças contrárias aos Bolcheviques eram as academias militares, que eram maiores e mais coesas do que em Petrogrado. Muitos dos oficiais, contudo, abstiveram-se de participar no confronto. A maioria da população era passiva face ao confronto entre os dois lados. A polícia também não apoiou as autoridades municipais. Os Bolcheviques, por seu lado, ganharam o apoio de alguns milhares de Guardas Vermelhos voluntários — principalmente jovens trabalhadores — e o da maioria da guarnição, embora com uma tibieza notável. Nem um único dos regimentos da cidade apoiou o Governo Provisório. Os Bolcheviques tinham a vantagem da superioridade numérica e da artilharia. Poderiam também beneficiar de reforços dos centros industriais que rodeiam Moscovo. No total, as forças do comité municipal, entre cinco e dez mil homens com abundantes metralhadoras, tiveram de enfrentar entre quarenta e cinquenta mil homens do Comité Revolucionário e da sua artilharia.
De 8 a 27 de outubro(jul.)/21 de outubro(greg.) a 9 de novembro, tiveram lugar negociações entre o Coronel Riabtsev e os Bolcheviques; o primeiro exigiu a evacuação do Kremlin de Moscovo e a dissolução do Comité Militar Revolucionário. Em 25 de outubro(jul.)/7 de novembro(greg.), uma unidade leal ao CMR tinha assumido o controlo da troca telegráfica, os correios e o Kremlin, com o seu arsenal, era também controlada por apoiantes do CMR. Os dois dias de luta ferozes começaram depois de os Bolcheviques terem rejeitado as exigências dos seus opositores. Riyabtsev começou por atacar o Kremlin de Moscovo na noite de 27 de outubro(jul.)/9 de novembro(greg.), depois dos seus defensores se recusarem a admitir um guarda de cadetes na fortaleza. Em geral, o centro da cidade foi deixado nas mãos do Comité de Segurança Pública, enquanto os subúrbios industriais eram controlados pelo seu rival.
A 28 de outubro(jul.)/10 de novembro(greg.), as forças do comité municipal capturaram o Kremlin. Alguns dos defensores foram metralhados num dos primeiros massacres do período revolucionário. As tentativas de quebrar o bloqueio do centro da cidade falharam devido ao apoio proletário aos bolcheviques. Na noite do dia 11, foi proclamada uma trégua graças em parte a Vikzhel, o comité executivo nacional dos ferroviários. Os dois lados aceitaram o cessar-fogo na esperança de receber reforços que lhes garantissem a vitória. Embora o comité revolucionário tenha conseguido os reforços esperados, o seu rival não conseguiu. Os Socialistas Revolucionários geralmente não conseguiram impedir os Bolcheviques de enviar reforços para Moscovo: dois mil voluntários sob o comando de Mikhail Frunze chegaram da província de Vladimir, quinhentos marinheiros de Petrogrado, e no dia seguinte duzentos marinheiros e Guardas Vermelhos também chegaram a Moscovo. As promessas de apoio ao Comité de Segurança do comando da Frente Ocidental apenas se traduziram na chegada de cento e setenta e seis membros de um batalhão de choque: Kerensky tentou desviar parte dos reforços para Petrogrado, outras forças recusaram-se a participar, e cidades sob controlo Bolchevique impediram o avanço de outras. No final a trégua beneficiou os bolcheviques, enquanto os Mencheviques e os Socialistas Revolucionários de Esquerda tentaram formar uma força independente dos dois lados opostos.
Apesar das concessões do Comité de Segurança, forçado pelo Vikzhel, o Comité Militar Revolucionário denunciou a trégua, sentindo ter força para acabar com o seu rival graças aos reforços recebidos e à sorte dos combates em Petrogrado. Os combates foram retomados na noite de 12 de novembro e continuaram durante os três dias seguintes, com as forças antibolcheviques já na defensiva. A sua resistência foi teimosa, até que foram reduzidos à Câmara Municipal, à Academia Militar Aleksandrov e ao Kremlin. Um destacamento dos Guardas Vermelhos tomou o Kremlin de Moscovo na manhã de 2 de novembro(jul.)/15 de novembro(greg.) e linchou alguns dos defensores em vingança pelo anterior massacre. O presidente da câmara apelou finalmente ao fim dos combates nesse mesmo dia e os derrotados foram desarmados, mas libertados; o Comité de Segurança Pública foi dissolvido e todas as partes socialistas negociaram os termos finais da rendição que foram, de uma forma geral, magnânimos.

### A Revolução na Sibéria
Com poucas exceções, a receção da notícia da tomada do poder pelos bolcheviques em Petrogrado não foi bem recebida na Sibéria. Em algumas cidades (Omsk, Irkutsk...) houve protestos de rua, mas, em geral, reinava a indiferença na região. Gradualmente, porém, as eleições dos sovietes deram maiorias favoráveis aos Bolcheviques que lentamente assumiram o controlo na área. Os Bolcheviques não assumiram o controlo de algumas localidades até fevereiro de 1918. Embora os organismos públicos perante os sovietes fossem geralmente muito críticos da assunção da autoridade governamental pelos Bolcheviques, não ofereceram uma resistência eficaz.

### As minorias nacionais e a Revolução
A Revolução acelerou as exigências de independência das nacionalidades: em novembro e dezembro, a maioria delas declarou a sua autonomia ou mesmo a sua independência da Rússia, o que as colocou em conflito não só com as pessoas a favor do novo governo soviético, mas muitas vezes também com a população russa que se lhe opõe. A 2 de novembro(jul.)/15 de novembro(greg.) de 1917, o governo Bolchevique promulgou a Declaração dos Direitos dos Povos da Rússia, que foi assinada por Lénine e Josef Estaline.
No noroeste, o Parlamento da Finlândia declarou a independência a 6 de dezembro(jul.)/19 de dezembro(greg.) de 1917, que o governo de Lénine reconheceu um ano mais tarde a 4 de janeiro(jul.)/17 de janeiro(greg.) de 1918. Na Letónia, onde os sociaisdemocratas pró-bolcheviques eram o principal partido, o futuro da região foi considerado no seio de uma federação russa; as unidades de fusileiros letões eram uma das principais formações que apoiavam o governo leninista. Na Estónia, nacionalistas e pró-soviéticos entraram em conflito até à ocupação do território pelas tropas alemãs em fevereiro de 1918.
No sudoeste, a situação na Ucrânia era extraordinariamente complexa, com diferentes lados a disputar o controlo da região. No início, os pró-soviéticos e a Rada Central Ucraniana mantiveram uma aliança instável contra os seus adversários, e este último promulgou a sua Terceira "universal" (20 de novembro(jul.)/3 de dezembro(greg.) de 1917), na qual proclamou a sua autoridade na região, embora ainda não independente, mas apenas autónoma, dentro de uma Rússia federal. No decurso da Guerra de Independência da Ucrânia, o envio de tropas governamentais para a área para tomar a República Popular da Ucrânia e o receio do governo de Petrogrado de uma aliança Ucrano-Cossaca agravaram as relações entre Petrogrado e Kiev. A Rada declarou finalmente a independência a 9 de janeiro(jul.)/22 de janeiro(greg.) de 1918, mas os soviéticos tomaram Kiev pouco depois, embora não tenham ganho o controlo da região que se viu envolvida numa guerra com numerosos beligerantes.
Na Transcaucásia, a maioria dos líderes arménios, georgianos e azeri não aceitaram o novo governo. A 25 de novembro(jul.)/8 de dezembro(greg.) de 1917, o Comissariado Transcaucasiano foi constituído como um governo provisório até à convocação da Assembleia Constituinte Russa. Após a sua dissolução pelo governo bolchevique, a República Democrática Federativa Transcaucasiana foi criada a 22 de abril de 1918. A dissolução desta última foi seguida da formação da República Democrática da Geórgia, da República Democrática da Arménia e da República Democrática do Azerbaijão.
Uma parte significativa da oposição ao governo de Lénine estava concentrada nas regiões povoadas por cossacos; as autoridades cossacas em Krasnodar, no Cubã, e em Oremburgo, na Ásia Central, conseguiram evitar o controlo Bolchevique, embora não tivessem muito apoio. A região baixa do rio Dom tornou-se um refúgio para os opositores militares e políticos dos Bolcheviques e o local de nascimento do seu adversário mais formidável durante a guerra civil, o Exército de Voluntários.
Na Ásia Central, os líderes locais, frequentemente religiosos e conservadores, opuseram-se ao novo governo; em Tasquente, os radicais russos (sem o apoio da população nativa) proclamaram o poder soviético, mas ficaram isolados. Os líderes conservadores estabeleceram um governo rival em Cocande. Mais a norte, noutras regiões povoadas por muçulmanos, os movimentos nacionalistas ganharam poder e declararam autonomia enquanto se aguardavam as decisões da Assembleia Constituinte.
Em geral, o governo de Lénine tinha pouco ou nenhum controlo sobre territórios minoritários, muitas vezes concentrados num punhado de cidades isoladas. As organizações nacionalistas assumiram o controlo na maioria e optaram principalmente pela autonomia num novo estado federal.

### O Exército e a Revolução
Embora geralmente a favor de um governo soviético, as tropas tendiam a preferir um governo socialista em vez de um governo de coligação exclusivamente Bolchevique. Mesmo assim, aprovaram as primeiras medidas adotadas pelo governo de Lénine; graças a numerosos congressos nas várias unidades, os Bolcheviques e os Socialistas Revolucionários de Esquerda conseguiram finalmente ganhar o apoio maioritário das tropas entre novembro e dezembro. Embora o apoio fosse mais forte nas frentes próximas da capital do que nas mais distantes, no final do ano o exército na totalidade tinha aceite o novo governo e os seus opositores não podiam contar com as unidades militares para se oporem a ele.
Os líderes Bolcheviques estavam conscientes que era crucial acabar com a guerra para se manterem no poder. Como os outros países rejeitaram o decreto de paz, o Sovnarkom ordenou a 7 de novembro(jul.)/20 de novembro(greg.) o início das negociações para um armistício com a Alemanha; o comandante-chefe interino, General Nikolai Dukhonin, recusou e foi dispensado. Os regimentos foram instruídos a eleger delegados para iniciar negociações com as unidades opostas dos Impérios Centrais. Quando o armistício oficial foi assinado a 2 de dezembro(jul.)/15 de dezembro(greg.) de 1917, a maioria das unidades já tinha há muito chegado a acordos locais com as unidades inimigas; o armistício oficial pôs efetivamente fim à guerra na Frente Oriental. Isto legitimou o novo Governo aos olhos dos soldados, que viram assim cumprido o seu desejo de acabar com os combates e regressar a casa; a desmobilização começou antes do final do ano. No dia anterior, o Governo tinha declarado os postos de oficiais eletivos, abolido os títulos de oficiais, e transferido a autoridade militar para os comités eleitas.

## Primeiras medidas
Como uma revolução social e política, os novos comissários apressaram-se a aprovar um número notável de leis que afetam a sociedade e a economia russas. O Decreto de Terra aprovado a 26 de outubro(jul.)/8 de novembro(greg.) de 1917 foi seguido pela adoção da jornada de oito horas a 29 de outubro(jul.)/11 de novembro(greg.), uma das maiores aspirações da classe trabalhadora; a 2 de novembro(jul.)/15 de novembro(greg.), a Declaração dos Direitos dos Povos da Rússia que aboliu a discriminação com base na nacionalidade e religião e confirmou o direito à autodeterminação; a 10 de novembro(jul.)/23 de novembro(greg.), foram abolidos os títulos e classificações sociais; a transferência das escolas religiosas para o Comissariado Popular para a Educação foi aprovada a 11 de novembro(jul.)/24 de novembro(greg.), a substituição dos antigos tribunais de justiça por tribunais eleitos ou nomeados pelos sovietes a 22 de novembro(jul.)/5 de dezembro(greg.), e os decretos de 16 de dezembro(jul.)/29 de dezembro(greg.) e 18 de dezembro(jul.)/31 de dezembro(greg.) declararam o casamento, o divórcio e o registo de nascimentos e óbitos em processo civil. A igualdade legal dos sexos foi decretada. No início de 1918, foi proclamada a separação da igreja e do estado e adotado o calendário gregoriano (1 de fevereiro(jul.)/14 de fevereiro(greg.)). As associações religiosas e igrejas eram proibidas de possuir bens.
O espírito da reforma foi declarado desde os primeiros dias: o novo Comissário para a Educação, Anatoli Lunacharski, manifestou a sua intenção de alfabetizar a população num curto espaço de tempo. No final de novembro, foi anunciado que o governo pretendia introduzir a segurança social para cobrir o desemprego, doença, reforma e invalidez.

### Cidades e zonas rurais
Enquanto nas cidades a necessidade de manter o apoio dos trabalhadores forçou os líderes bolcheviques a acelerar a transferência da gestão da indústria para os trabalhadores (o controlo dos trabalhadores das fábricas foi legalizado a 14 de novembro(jul.)/27 de novembro(greg.)) — a maioria, incluindo o próprio Lénine, preferiu um ritmo mais lento e uma supervisão inicial dos antigos gestores em vez da sua substituição — no campo o decreto fundiário legitimou e acelerou a reforma agrária, que foi deixada nas mãos dos conselhos municipais. Para além disto, a Revolução teve pouco efeito imediato na agricultura russa. A distribuição de terras, contudo, agravou a escassez, dado que eram as grandes propriedades que eram os principais comerciantes de produtos agrícolas; as tentativas de melhorar o abastecimento das cidades através da troca de produtos manufaturados não resolveram o problema, e o governo teve de enviar destacamentos armados para o campo para aumentar o fluxo de alimentos para as cidades, reduzindo simultaneamente as rações, como o Governo Provisório tinha feito anteriormente. O agravamento da situação económica apesar das melhorias políticas (supervisão pelos trabalhadores da indústria por lei), levou a uma desilusão precoce do proletariado urbano. A crise económica e as suas próprias preferências ideológicas favoreceram a adoção de medidas centralizadoras e autoritárias por parte do governo.
Uma greve nacional dos funcionários públicos falhou em dezembro, e no início de 1918 os Bolcheviques estavam no controlo da administração pública, o que favoreceu a consolidação do seu governo. Imediatamente após a tomada do poder, vários vice-ministros começaram a encontrar-se clandestinamente no apartamento de Sophia Panina, antiga vice-ministra da educação, como um governo alternativo que tentou impedir as medidas do Sovnarkom e evitar que os fundos públicos caíssem nas suas mãos e encorajar a resistência dos funcionários públicos. No final de novembro, contudo, a maioria dos membros do antigo governo ainda em liberdade deixou Petrogrado, e pouco depois o Sovnarkom dissolveu o Comité de Salvação da Pátria e da Revolução.
A 2 de dezembro(jul.)/15 de dezembro(greg.) foi criado o Conselho Económico Supremo para coordenar a atividade económica nacional, com o poder de nacionalizar as indústrias. Em 14 de dezembro(jul.)/27 de dezembro(greg.), os bancos foram nacionalizados e, no dia seguinte, todo o ouro em mãos privadas foi confiscado, e em 23 de dezembro de 1917(jul.)/5 de janeiro de 1918(greg.), foi proibida a negociação de ações e o pagamento de dividendos. Um mês mais tarde, a 28 de janeiro(jul.)/10 de fevereiro(greg.), o governo recusou-se a pagar a dívida do Estado.

### Rumo à guerra civil
O governo de Lénine implementou rapidamente as primeiras medidas repressivas que marcariam profundamente o novo período após a tomada do poder. A 27 de outubro(jul.)/9 de novembro(greg.) de 1917, o Sovnarkom aprovou a sua primeira lei: a censura da imprensa, justificando isto como sendo parte da luta contra os inimigos, a contrarrevolução. Tanto o governo como a Comissão Militar Revolucionária utilizaram a força contra os opositores e os suspeitos de serem opositores. As tentativas dos Socialistas Revolucionários de Esquerda e de alguns Bolcheviques de eliminar a repressão foram rejeitadas, o que levou à remoção temporária dos primeiros do governo e à demissão de quatro comissários do povo bolcheviques.
Pouco depois das eleições para a Assembleia Constituinte, nas quais o Partido Constitucional Democrata se tinha saído muito bem em Petrogrado e Moscovo, os Bolcheviques tentaram prender alguns dos seus líderes mais proeminentes e os seus gabinetes na capital foram destruídos. A 28 de novembro(jul.)/11 de dezembro(greg.), o governo ordenou a prisão de alguns proeminentes kadets, marcados como "inimigos do povo", e o partido foi banido. O aumento da repressão, criticado sem sucesso por alguns membros do Comité Executivo Central da Rússia (VTsIK), levou à necessidade de criar um organismo especializado para este fim: em 6 de dezembro(jul.)/19 de dezembro(greg.), o governo e o próprio Lénine encarregaram Félix Dzerjinsky de elaborar propostas para "combater sabotadores e contrarrevolucionários". No dia seguinte, o governo aprovou as suas propostas e criou a Comissão Especial de Combate à Sabotagem e Contrarrevolução (Tcheka), o principal instrumento do terror político e a base da futura polícia política. Foram criados tribunais revolucionários, compostos por um juiz e seis jurados eleitos pelos sovietes, para lidar com crimes considerados contrarrevolucionários.
As relações com as potências Aliadas foram más desde o início; os Aliados não reconheceram o novo governo e ficaram indignados com a recusa de Lénine em pagar a dívida russa. Em finais de 1917 e princípios de 1918, registaram-se pequenos incidentes diplomáticos.
A oposição inicial ao novo governo, porém, foi desorganizada, e não teve o apoio das massas, que no início apoiaram o governo de Lénine. Com os vários organismos criados para se oporem ao governo Bolchevique esmagados e as tentativas de contrarrevolução derrotadas, os seus opositores depositaram as suas esperanças na Assembleia Constituinte Russa, que devia-lhes permitir expulsar os Bolcheviques do poder. Estes últimos, que defenderam repetidamente a sua reunião e denunciaram os sucessivos atrasos adotados pelo anterior Governo Provisório, recusavam ceder o poder. Após uma única sessão, a Assembleia foi dissolvida à força pelo Governo. Esta ação governamental levou a oposição a considerar abandonar os métodos legais de resistência ao Governo Bolchevique e precipitou os primeiros confrontos da guerra civil.